# Сиэтл
Сиэ́тл (англ. Seattle МФА: [siˈætəl]о файле) — портовый город на западном побережье Соединённых Штатов Америки, являющийся окружным центром округа Кинг, штат Вашингтон. С населением в 737 015 человек по данным 2020 года, Сиэтл является самым крупным городом как в штате Вашингтон, так и на северо-западе США. Население агломерации Сиэтла составляет 4,02 миллиона человек, что делает его 15-м по величине городом США. За период с 2010 по 2020 годы население города достигло роста в 21,1 %, что позволило ему стать одним из наиболее быстрорастущих крупных городов страны.
Сиэтл расположен на перешейке между заливом Пьюджет-Саунд (залив Тихого океана) и озером Вашингтон. Это самый северный крупный город Соединённых Штатов, расположенный примерно в 100 милях (160 км) к югу от канадской границы. Сиэтл является важным торговым узлом с Восточной Азией.
Первое европейское поселение на месте Сиэтла было основано 13 ноября 1851 года группой Артура Денни и называлось «Нью-Йорк Алки» (англ. New York Alki), последнее примерно переводилось с чинукского жаргона как «вскоре», «когда-нибудь». В 1853 году доктор Дэвид Мейнард предложил переименовать основное поселение в Сиэтл, в честь вождя местных племён суквомиш и дувамиш.
Начиная с 1869 года неофициальным прозвищем города было «Королевский город», точнее «Город королевы» (англ. Queen City), которое произошло от «тихоокеанской королевы городов», именно так назвали Сиэтл в одном портлендском агентстве недвижимости, однако в 1982 году чиновники округа Кинг (к которому принадлежит и Сиэтл) провели официальный конкурс на неофициальное прозвище, в результате чего был выбран титул «Изумрудный город». Другими прозвищами Сиэтла являются «Врата на Аляску», «Город дождей» и «Джет-сити» (благодаря компании Boeing). С английского правильное название жителей Сиэтла можно перевести как «сиэтлиты».
Сиэтл известен многими достижениями, в числе которых можно выделить следующие: родина стиля гранж, культура потребления кофе (многие американские кофейные сети были основаны в Сиэтле), высокий уровень образования среди жителей (более 51 % населения Сиэтла имеют высшее образование). Также с именем Сиэтла связаны такие знаменитости, как Джими Хендрикс, Билл Гейтс, Пол Аллен, Курт Кобейн, Брюс Ли, Марк Арм, Лейн Стэйли, Эдди Веддер, Крис Корнелл, Джереми Иник, Гейб Ньюэлл, Джефф Безос и др.

## История

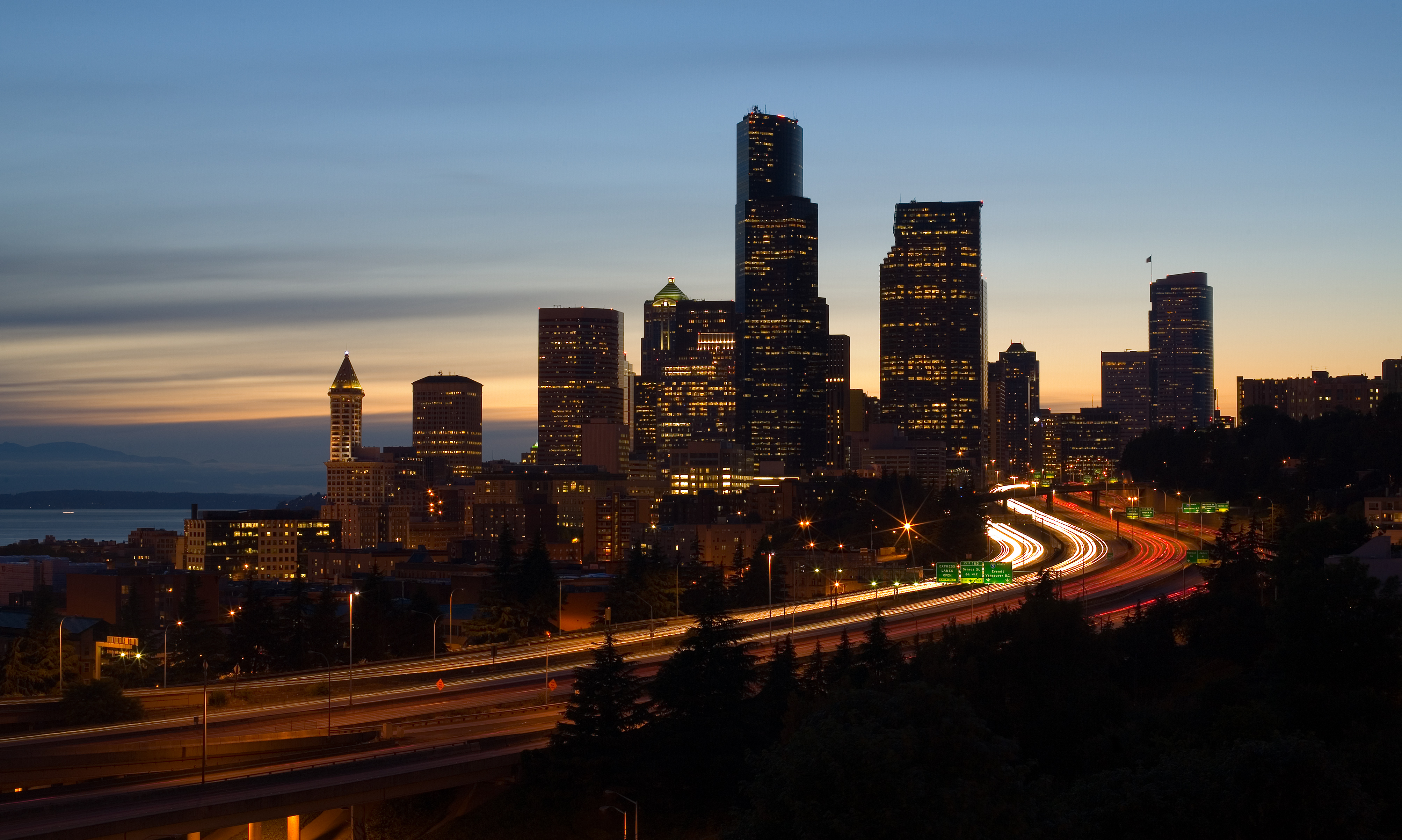
Сиэтл в сумерках

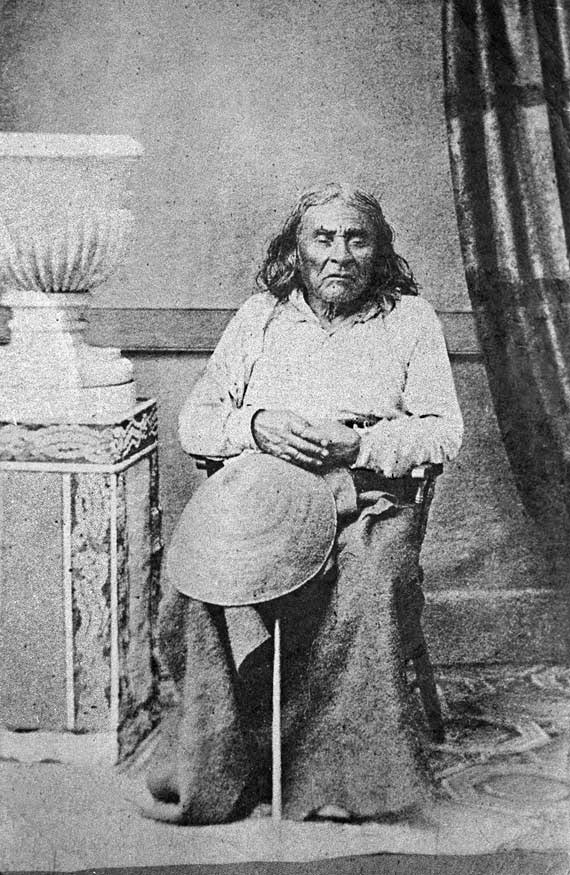
Единственное фото вождя по имени Сиатль (/siʔaɬ/), чьё имя было транскрибировано как Seattle

### Основание
Археологические раскопки свидетельствуют о том, что коренные американцы населяли район Сиэтла по меньшей мере 4 000 лет. К моменту прибытия первых европейских поселенцев эти люди (впоследствии названные племенем Дувомиш) занимали по меньшей мере семнадцать деревень в районах вокруг залива Эллиотт.
Первым европейцем, посетившим район Сиэтла, стал Джордж Ванкувер в мае 1792 года во время своей экспедиции 1791-95 годов в составе Королевского флота для составления карты Тихоокеанского Северо-Запада. Первыми белыми поселенцами была группа Лютера Коллинза, которая обосновалась на земле в устье реки Дувамиш; 14 сентября 1851 года они официально заявили о своих правах на неё. Тринадцать дней спустя члены группы Коллинза на пути к своему участку прошли мимо трёх скаутов группы Денни. 28 сентября 1851 года члены группы Денни заявили свои права на землю на участке, на котором ныне располагается район Алкай-пойнт.
Остальные члены группы Денни отплыли на шхуне «Экзакт» (англ. Exact) из Портленда в Орегоне, сделав остановку в Астории, и высадились в Алкай-пойнт во время ливня 13 ноября 1851 года. После зимы большинство членов группы Денни перебрались через залив Эллиотт и во второй раз заявили претензии на землю на месте нынешнего района Пайонир-сквер, назвав это новое поселение «Дувамп» (англ. Duwamps).
Оставшиеся на старом месте поселенцы Чарльз Терри и Джон Лоу восстановили свои прежние претензии на землю и назвали её «Нью-Йорк», но в апреле 1853 года переименовали в «Нью-Йорк Алки» (англ. New York Alki), которое примерно переводилось с чинукского жаргона как «вскоре», «когда-нибудь». В течение нескольких следующих лет две деревни соперничали за место главного поселения, однако в конце концов победил Дувамп, и Алки был заброшен, а его жители перебрались через залив, чтобы присоединиться к остальным поселенцам. Дэвид Суинсон «Док» Мэйнард, один из основателей Дувампа, был главным сторонником присвоения поселению названия Сиэтл в честь вождя Сиатля (на языке лушуцид: siʔaɬ — Си’атль, англизируется как «Seattle»), вождя племен дувомиш и суквомиш Современная транслитерация оригинальных поселений вокруг залива Эллиотт на языке лушуцид передается как dᶻidᶻəlal̓ič.
Название «Сиэтл» появилось в официальных документах Территории Вашингтон от 23 мая 1853 года, когда были поданы первые документы на строительство деревни. В 1855 году были образованы номинальные земельные поселения. 14 января 1865 года законодательный орган Территории Вашингтон инкорпорировал город Сиэтл с попечительским советом, управляющим городом. 18 января 1867 года Сиэтл был деинкорпорирован и оставался простым участком округа Кинг до конца 1869 года, когда было подано новое прошение и город был вновь инкорпорирован 2 декабря 1869 года с управлением на уровне мэра и совета. На гербе города Сиэтла стоит дата «1869» и изображение вождя Сиатля в профиль. В том же году Сиэтл получил прозвище «Королевский город» (англ. Queen City), которое в 1982 году было официально изменено на «Изумрудный город» (англ. Emerald City).

### Город лесорубов
Как и у большинства городов, расположенных вблизи обширных запасов природных ресурсов, в истории экономического развития Сиэтла хорошо заметны периоды подъёма и спада. Сиэтл несколько раз поднимался в экономическом плане, а затем переживал стремительный спад, но, как правило, в эти периоды происходила постройка инфраструктуры.
Первый такой экономический подъём, охвативший первые годы существования города, пришёлся на лесозаготовительную промышленность. В этот период дорога, известная сегодня как Йеслер Уэй, получила прозвище «Skid Road», предположительно из-за древесины, которая скатывалась с холма к лесопилке Генри Йеслера. Район позднее пришёл в запустение, и возможно, именно от него произошёл термин «Skid row», который позже вошёл в американский лексикон.
Как и большая часть Американского Запада, Сиэтл был местом возникновения многочисленных конфликтов между рабочими и управляющими, а также этнических конфликтов, крупнейшими из которых стали анти-китайские восстания 1885-86 гг. Эти акты насилия были инициированы белыми безработными жителями, которые решили полностью изгнать представителей китайской национальности из Сиэтла (подобные восстания также происходили в городе Такома). В 1900 году представители азиатских национальностей составляли 4,2 % от общей численности населения. Было объявлено военное положение и для подавления беспорядков были привлечены федеральные войска. Несмотря на это, экономические успехи города были настолько значительными, что, когда Большой пожар 1889 года уничтожил центральный деловой квартал, на его месте очень быстро был построен новый, более крупный центральный район. Финансовая компания Washington Mutual была основана сразу после этого пожара. Однако возникший позже кризис, получивший название «Паника 1893 года», оказал существенное негативное влияние на развитие города.

### Золотая лихорадка и Великая депрессия
Второй и самый драматический бум был вызван Клондайкской золотой лихорадкой, которая положила конец депрессии, начавшейся с паники 1893 года. За короткое время Сиэтл стал крупным транспортным центром. 14 июля 1897 года к причалу прибыл пароход «Портленд» со знаменитой «тонной золота», и Сиэтл стал главным пунктом транспортировки и снабжения старателей на Аляске и Юконе. Лишь немногие из этих работяг обрели прочное богатство. Однако именно бизнес Сиэтла, который одевал старателей и кормил их лососем, в долгосрочной перспективе оказался выгодным. Наряду с Сиэтлом, другие города, такие как Эверетт, Такома, Порт-Таунсенд, Бремертон и Олимпия, расположенные в регионе залива Пьюджет, стали конкурентами по обмену драгоценных металлов. Бум продолжался до начала XX века и привел к образованию множества новых предприятий в Сиэтле. В 1907 году 19-летний Джеймс Кейси занял 100 долларов у друга и основал American Messenger Company (позднее UPS). В этот период были основаны и другие компании Сиэтла, такие как Nordstrom и Eddie Bauer. Также за этим последовало создание парковой системы, разработанной ландшафтной компанией братьев Олмстед.
Кульминацией эпохи Золотой лихорадки стала выставка «Alaska–Yukon–Pacific Exposition» 1909 года, которая во многом определила планировку современного кампуса Вашингтонского университета.
Начавшийся в начале 20-го века кораблестроительный бум достиг огромных масштабов во время Первой мировой войны, что сделало Сиэтл в некотором роде корпоративным городом. Последующее сокращение персонала привело к всеобщей забастовке в Сиэтле в 1919 году, первой всеобщей забастовке в стране. План развития города 1912 года, составленный Вирджилом Боугом, остался практически неиспользованным. В 1920-е годы Сиэтл был в меру процветающим, но особенно сильно пострадал в годы Великой депрессии, пережив одни из самых жестоких трудовых конфликтов в стране в ту эпоху. В результате столкновений во время забастовки докеров в 1934 году Сиэтл лишился большей части морских перевозок, которые были перенаправлены в порт Лос-Анджелеса.
Великая депрессия в Сиэтле затронула многие группы меньшинств, одной из которых были иммигранты из стран Азиатско-Тихоокеанского региона; они подвергались расизму, теряли имущество и не получали пособия по безработице из-за отсутствия гражданства.
Сиэтл был одним из крупных городов, которые воспользовались такими программами, как «Управление промышленно-строительными работами общественного назначения», «Гражданский корпус охраны окружающей среды» и «Администрация общественных работ». Рабочие строили дороги, парки, дамбы, школы, железные дороги, мосты, доки и даже исторические и архивные памятники и здания. Однако Сиэтл столкнулся с массовой безработицей, потерей лесозаготовительной и строительной промышленности, поскольку Лос-Анджелес стал более крупным городом Западного побережья. Сиэтл получал строительные контракты, которые конкурировали с Нью-Йорком и Чикаго, но также проиграл часть из них Лос-Анджелесу. Восточные фермерские земли Сиэтла не могли конкурировать с Орегоном и Средним Западом, что вынуждало людей перебираться в город.
В период Депрессии возник Гувервилль, что способствовало росту числа бездомных в Сиэтле. Расположенный за пределами Сиэтла, Гувервилль приютил тысячи мужчин, но очень мало детей и ни одной женщины. Поскольку рабочие проекты находились недалеко от Сиэтла, Гувервилль разрастался. Также в период Депрессии в Сиэтле зародилось женское движение. Оно было вдохновлено книгой Элеоноры Рузвельт «It’s Up to the Women». Женщины стремились к признанию их роли не только как домохозяек, но и как основы семьи. Статьи в журналах «Working Woman» и «The Woman Today» активно продвигали идею равноправия и признания.
Вашингтонский университет в Сиэтле пережил значительные изменения в период Великой депрессии. В то время как большинство школ штата Вашингтон столкнулись с проблемами финансирования и снижения посещаемости, Вашингтонский университет, напротив, процветал. Городские школы Сиэтла, несмотря на влияние суперинтенданта штата Уорта Макклюра, испытывали трудности с оплатой труда учителей и поддержанием уровня посещаемости. Университет, столкнувшись с академическими проблемами из-за неоднозначного восприятия подходов к обучению и обучающихся, уделял внимание не столько улучшению существующей системы, сколько привлечению новых студентов.
В Сиэтле также начинал свою деятельность импресарио Александр Пантэйджес, который, начиная с 1902 года, открыл в городе ряд кинотеатров, где показывали водевили и немое кино. Вскоре бизнес начал процветать и он стал одним из самых выдающихся театральных и кинотеатральных магнатов Америки. Архитектор шотландского происхождения Б. Маркус Прайтека спроектировал для Пантэйджеса несколько кинотеатров в Сиэтле, однако большинство из них были позже снесены или переоборудованы для других нужд. Театр Paramount в Сиэтле, в создании которого Прайтека также принимал участие, не входил в число театров Пантэйджеса.

### Послевоенные годы: самолёты и программное обеспечение
Во время Второй мировой войны Сиэтл пережил очередной экономический подъём, на этот раз связанный с производством самолётов компании Boeing. Война также привела к разгону многочисленного японско-американского бизнес-сообщества из-за интернирования американцев японского происхождения. После войны экономика региона испытала спад, но затем снова взлетела вверх благодаря укреплению позиций Boeing на рынке коммерческих авиалайнеров, и в то же время городу было присвоено неофициальное прозвище «Джет-сити» (англ. Jet City). Сиэтл отпраздновал возвращение процветания с помощью выставки «Century 21 Exposition» — Всемирной выставки 1962 года, в рамках которой была построена знаковая конструкция — башня Спейс-Нидл. Ещё один крупный экономический спад произошёл в конце 1960-х — начале 1970-х годов, когда компания Boeing остро ощутила последствия нефтяного кризиса 1970-х, потери государственных контрактов и проблемы, связанные с затратами и задержками выпуска Boeing 747. Многие люди покинули регион в поисках работы в других местах, и два местных риэлтора вывесили билборд с надписью: «Последнему, кто покидает Сиэтл — пожалуйста, выключите свет».
Последний подъём, который можно назвать бумом технологий, начался в середине 1990-х. В то время в самом Сиэтле и его окрестностях были основаны или испытали подъём множество хай-тек-компаний, таких как Microsoft, Amazon.com, RealNetworks, McCaw Cellular (ныне часть AT&T Mobility), VoiceStream. Также в районе сконцентрировано большое количество компаний по медицинским исследованиям, например, HeartStream, Heart Technologies, Physio-Control, ZymoGenetics, ICOS и др. В период последнего десятилетия XX века население города увеличилось на 50 000 только за счёт техно-корпораций (не считая естественного прироста), а цены на недвижимость достигли одного из самых высоких уровней в США.

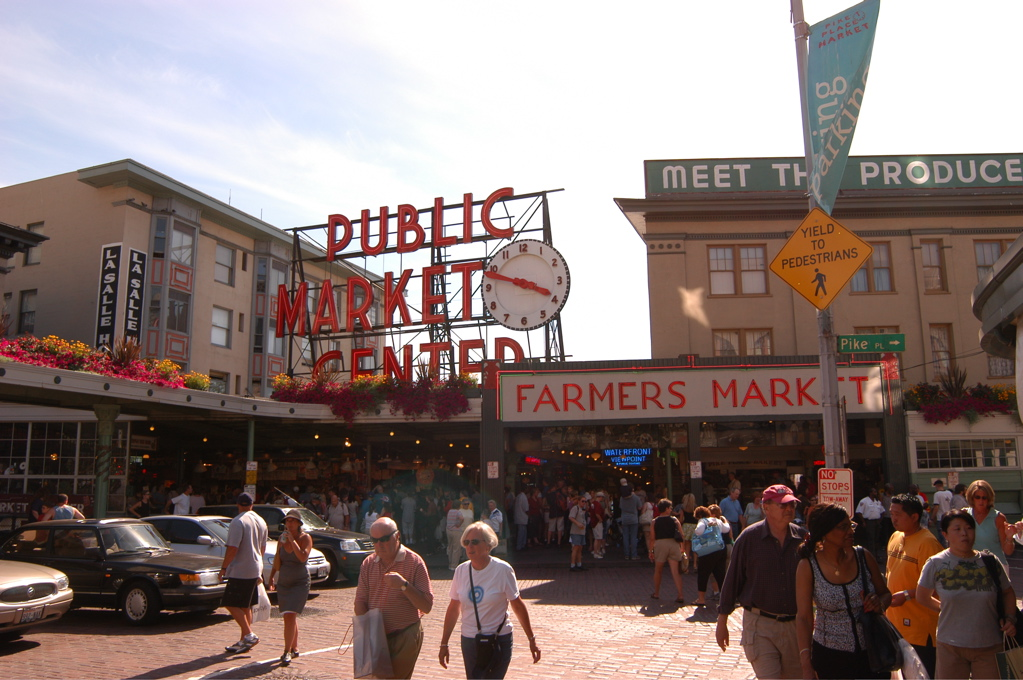
Pike Place Market — знаменитый рынок на набережной Сиэтла

## География

### Топография
Сиэтл находится между тихоокеанским заливом Пьюджет-Саунд на западе и озером Вашингтон на востоке. Главный порт города расположен на берегах бухты Эллиотт, относящейся к Пьюджет-Саунду. На западе от этого залива находится полуостров Китсап, а также Олимпийские горы на полуострове Олимпик. Восточнее озера Вашингтон и пригорода Сиэтла находятся озеро Саммамиш и Каскадные горы. Области, вполне подходящие для плавания на парусных яхтах, катания на лыжах, велосипедных прогулок, кемпинга и долгих прогулок пешком, в распоряжении желающих почти на протяжении всего года.
Город расположен на холмистой местности, но ландшафт не однообразный. Говорят, что Сиэтл, как и Рим, расположен на семи холмах: Капитолийский холм, Первый холм, Западный Сиэтл, холм Бикон, холм Королевы Анны, холм Магнолия и холм Денни. Районы Валлингфорд и Маунт Бейкер также расположены на холмах. Холмистые области расположены недалеко от центра города, при этом Капитолийский холм, Первый холм и холм Бикон образуют нечто наподобие гряды вдоль перешейка между заливом Эллиотт и озером Вашингтон. Разрыв в гряде между Первым холмом и холмом Бикон был проделан людьми, это результат двух из многочисленных проектов по изменению ландшафта Сиэтла. Топография центра города также была изменена: была построена дамба и искусственный остров Харбор в устье реки Дувамиш.
В северной части центра города канал озера Вашингтон соединяет Пьюджет-Саунд с озером Вашингтон. Он объединяет четыре водных массива: озеро Юнион, залив Салмон-Бей, залив Портидж-Бей и бухту Юнион-Бей.
В Сиэтле случаются землетрясения. 28 февраля 2001 года произошло сильное землетрясение магнитудой 6,8. Некоторые старые здания были повреждены, но обошлось без человеческих жертв. Сильные подземные толчки были зафиксированы 26 января 1700 года (магнитуда 9,0), 14 декабря 1872 (магнитуда — 7,3 или 7,4) 13 апреля 1949 (7,1), 29 апреля 1965 (6,5). Восемь человек умерли в результате землетрясения 1949 года. В 1965 году три человека умерли непосредственно из-за землетрясения в Сиэтле, один скончался от сердечного приступа. В южной части центра Сиэтла проходит разлом, но с момента основания города ни он, ни зона субдукции Каскадия не послужили причиной землетрясения. Зона субдукции Каскадия несёт в себе угрозу землетрясения магнитудой 9,0, что может привести к серьёзному разрушению города.

### Климат
В Сиэтле мягкий морской климат. Однако присутствуют характеристики Средиземноморского климата: зима с повышенной влажностью и сухое лето. Температура воздуха не бывает очень высокой или очень низкой благодаря близости Пьюджет Саунда, Тихого океана и озера Вашингтон. Олимпийские горы частично защищают Сиэтл от штормовых ветров Тихого океана, а Каскадные горы сдерживают холодный арктический воздух. Несмотря на то, что Сиэтл находится в пределах дождевой тени Олимпийских гор, у него создалась репутация города, где часто идут дожди. Эта репутация основана на количестве осадков, выпадающих осенью, зимой и ранней весной. В среднем, более 0,3 мм осадков выпадает 150 дней в году. 201 день в году наблюдается облачность и ещё 93 дня — частичная облачность. Местом, где проводится регистрация погодных и климатических условий, является Международный Аэропорт Сиэтл-Такома, расположенный на расстоянии 19 км на юг от центральной части города. Там регистрируется больше облачных дней и меньше дней с частичной облачностью. По этой причине, официальные данные о климатических условиях не в полной мере отображают реальные погодные условия в Сиэтле.
В действительности, в городе выпадает меньшее количество осадков (944 мм), чем в таких городах, как Нью-Йорк (1201 мм), Атланта (1290 мм), Бостон (1055 мм), Балтимор (1038 мм), Портленд (Мэн) (1128 мм), Джэксонвилл (Флорида) (1304 мм), и большинстве других городов Восточного побережья США.
Неожиданно, что Сиэтл не попал в список из 10 городов с наибольшим количеством осадков в континентальной части США. Причиной этому стали сухие летние месяцы, которые оказывают влияние на среднегодовые показатели, а также расположение города на восточном берегу залива, что обеспечивает выпадение меньшего количества осадков, по сравнению с другими городами в регионе. Однако, общая тенденция направлена в сторону увеличения среднегодового количества осадков — на данный момент этот показатель достиг отметки в 952 мм. В ноябре в Сиэтле регистрируется наибольшее количество осадков среди всех городов США с населением более 250 000 жителей. По этому показателю город находится в первой десятке среди таких городов и в зимние месяцы, однако с июня по сентябрь Сиэтл располагается в нижней части данного рейтинга. Сиэтл находится в первой пятерке городов США с наибольшим числом дождливых дней, и является городом, получающим наименьшее количество солнечного света среди основных городов США. Грозы случаются здесь редко; по данным наблюдений — всего около семи дней в году. Для сравнения, в городе Форт Майерс, штат Флорида, грозы регистрируются 93 дня в году, в Канзас-Сити (Миссури) — 52 дня, и в Нью-Йорке — 25 дней.
В основном здесь моросит мелкий дождик, ливни бывают редко. Весной, поздней осенью и зимой выпадает много дней, когда дождь не идёт, но кажется, что он может пойти, из-за того, что небо затянуто тучами. Зима прохладная и влажная, ночью температура опускается до 2-4 °C. Самая низкая температура была зарегистрирована 31 января 1950 года, она составила −18 °C. Лето в Сиэтле сухое и теплое, днем примерно 22,2-26,7 °C. Самая жаркая температура была зарегистрирована 28 июня 2021 года во время рекордного выноса с тропиков, она перекрыла прежний рекорд года на +2.5° и прежний июня более чем на +6° и составила около 42 °C.
Сильные ливни не так часто проходят в Сиэтле, однако можно назвать несколько исключений. 2-4 декабря 2007 года в регионе наблюдали сильные, ураганного вида ветры, а также значительные осадки в виде дождя. Дорога Interstate 5 попала под сход оползней и была закрыта на протяжении почти двух дней. Уровень осадков превысил отметку в 356 мм, а скорость ветра достигала пиковых значений в 209 км/час на территории побережья штата Орегон. Это событие стало вторым по величине наводнением в истории Сиэтла, во время которого за 24 часа выпало более 130 мм осадков. 5 человек погибло и значительные территории были затоплены и разрушены.
В 80 милях (130 км) на запад от Сиэтла расположены горы Olympic Mountains. С западной стороны гор находится территория Национального Парка Олимпик, где в районе Hoh Rain Forest средняя норма годовых осадков составляет 142 дюйма (361 см). А в 60 милях на юг от города в столице штата, городе Олимпия, который находится за пределами зоны «дождевой тени», выпадает в среднем 52 дюйма (132 см) за год.
Как правило, зимой в Сиэтле выпадает снег, но сильные снегопады — редкость. Среднегодовое количество осадков в виде снега составляет 21 см в районе аэропорта Seattle-Tacoma International Airport. Начиная с 1948 в Сиэтле насчитывается всего лишь 15 дней, когда выпадало пятнадцать или более сантиметров снега за один день, и с 17 февраля 1990 единственный раз 18 января 2012 года выпало 17,2 см снега в районе аэропорта Sea-Tac airport. Этот день официально считается 12 по счету самым снежным с 1948 и самым снежным с ноября 1985 года. В самом Сиэтле выпадает меньше снега. На юг от Сиэтла, в районах Olympia и Chehalis, выпадает от 36 до 46 сантиметров снега до полудня. В период с 12 по 25 декабря 2008 вследствие снегопадов на дорогах намело слой снега около 30 см. Это стало причиной масштабных затруднений в движении, так как в городе не имелось достаточного количества снегоочистительной техники. Дневной рекорд снега, выпавшего в Сиэтле, в количестве 51 см, зафиксирован 13 января 1950 года. Самый сильный снегопад зафиксирован в период с 5 по 9 января 1880, когда снежные заносы достигали 1,8 м в некоторых местах. С 31 января по 2 февраля 1916 года имел место ещё один сильный снегопад, количество осадков достигло отметки в 74 см, сопровождавшийся сильными заносами на дорогах.
С мая по сентябрь обычно преобладает сухая солнечная погода. Среднее количество осадков в июле — 20 мм, в августе — 25 мм. Летние ливни редкость для данного региона.
Атмосферное явление Puget Sound Convergence Zone является важной характеристикой, влияющей на погодные условия Сиэтле. В зоне конвергенции северный воздушный поток встречается с южным. Оба потока образуются в Тихом океане и движутся по направлению к горам Olympic Mountains; горы разделяют воздушный поток в западной части Сиэтла, а затем он снова объединяется на востоке. Когда воздушные потоки встречаются снова их выталкивает наверх и это приводит к конвекции. Из-за этого явления северная и южная части Сиэтла характеризуются ливневыми дождями, в то время как в самом городе редко идут дожди, и лишь иногда бывают грозы с громом и градом. Единственным исключением является ливень Hanukkah Eve Wind Storm прошедший в декабре 2006 года, когда прошёл сильный ливень с порывистым ветром до 111 км/ч, причиной возникновения которого не было явление Puget Sound Convergence Zone.
В период атмосферного явления Эль-Ниньо, когда теплые морские воды, находящиеся неглубоко от поверхности, смещаются к югу до самой Калифорнии, в районе Puget Sound выпадает небольшое количество осадков. В такие периоды Сиэтл вряд ли можно назвать влажным городом. В засушливые летние месяцы запасы воды в регион поступают с покрытых снегом горных вершин. В сезон Эль-Ниньо зимой выпадает небольшое количество снега, которого недостаточного для занятий зимними видами спорта. Но большей проблемой может стать нормирование потребления воды и недостаток гидроэлектроэнергии на следующее лето.
| Показатель                    | Янв.  | Фев.  | Март  | Апр. | Май  | Июнь | Июль | Авг. | Сен. | Окт. | Нояб. | Дек.  | Год   |
| ----------------------------- | ----- | ----- | ----- | ---- | ---- | ---- | ---- | ---- | ---- | ---- | ----- | ----- | ----- |
| Абсолютный максимум, °C       | 17,8  | 18,0  | 25,6  | 29,4 | 33,9 | 42,2 | 39,4 | 37,2 | 36,7 | 31,7 | 23,3  | 17,8  | 42,2  |
| Средний суточный максимум, °C | 8,4   | 9,9   | 12,1  | 14,7 | 18,2 | 21,1 | 24,3 | 24,6 | 21,4 | 15,4 | 10,5  | 7,6   | 15,7  |
| Средняя температура, °C       | 5,6   | 6,3   | 8,1   | 10,2 | 13,3 | 16,1 | 18,7 | 18,9 | 16,3 | 11,6 | 7,4   | 4,8   | 11,4  |
| Средний суточный минимум, °C  | 2,7   | 2,7   | 4,1   | 5,7  | 8,5  | 11,1 | 13,1 | 13,3 | 11,2 | 7,7  | 4,4   | 2,0   | 7,2   |
| Абсолютный минимум, °C        | −17,8 | −17,2 | −11,7 | −1,7 | −2,2 | 3,3  | 6,1  | 6,7  | 1,7  | −2,2 | −14,4 | −14,4 | −17,8 |
| Норма осадков, мм             | 142   | 89    | 95    | 69   | 49   | 40   | 18   | 22   | 38   | 88   | 167   | 136   | 953   |
| Источник: Погода и климат     |       |       |       |      |      |      |      |      |      |      |       |       |       |

### Районы города
Сиэтл сформировался как город после присоединения к нему меньших по размеру близлежащих населенных пунктов. 3 мая 1891 года к городу присоединились районы Magnolia, Wallingford, Green Lake, и University District (известный тогда как Brooklyn). 20 октября 1905 был присоединен город South Seattle. За период с 7 января по 12 сентября 1907 года территория Сиэтла увеличилась почти вдвое за счет присоединения 6 самостоятельных городов и районов, которые относились к округу King County, включая Southeast Seattle, Ravenna, South Park, Columbia City, Ballard, и West Seattle. Через три года из-за проблем с оплатой векселя на $10.000, полученного от округа, город Georgetown стал районом Сиэтла. Окончательно Сиэтл сформировался 4 января 1954 года, когда был присоединен район между улицами N. 85th Street и N. 145th, включая близлежащие территории Pinehurst, Greenwood, Blue Ridge, Crown Hill, Broadview, Bitter Lake, Haller Lake, Maple Leaf, Lake City, View Ridge и Northgate.
Бывший мэр Сиэтла Грег Никельс — один из тех людей, которые называют Сиэтл «городом окрестностей», хотя границы (и даже названия) этих окрестностей открыты для обсуждения. Например, представитель организации Department of Neighborhoods заявила, что название района, в котором она проживает, изменялось от 'CD' (Central District) к 'Madrona', затем к 'Greater Madison Valley' и в конечном итоге к 'Madrona Park'.
Более десятка районов Сиэтла имеют свои собственные организации Neighborhood Service Centers, в 1972 году известные под именем «Little City Halls», и даже проводят свои собственные уличные ярмарки и/или парады в течение летних месяцев. На самой масштабной уличной ярмарке города можно ознакомиться с сотнями народных ремесел, попробовать еду из множества палаток, а также принять участие в многочисленных развлечениях под открытым небом. За неделю ярмарку посещает около 100 тыс. человек. К тому же, как минимум в полудюжине районов функционируют еженедельные сельскохозяйственные рынки, на которых размещаются около 50 различных продавцов.
Кроме того, Puget Sound Regional Council выделяет некоторые районы Сиэтла в так называемые городские центры, определяя их как «обозначенные спланированные районы, основное предназначение которых заключается в предоставлении условий для проживания, работы, ведения бизнеса и проведения отдыха в компактных формах, обеспечивающих условия для транзита, пешеходного и велосипедного движения». Эти центры могут называться также как и районы, но не совпадать по границам, например городской центр Capitol Hill намного меньше, чем весь район с таким же названием.

## Архитектура города

### Достопримечательности
- Спейс-Нидл,

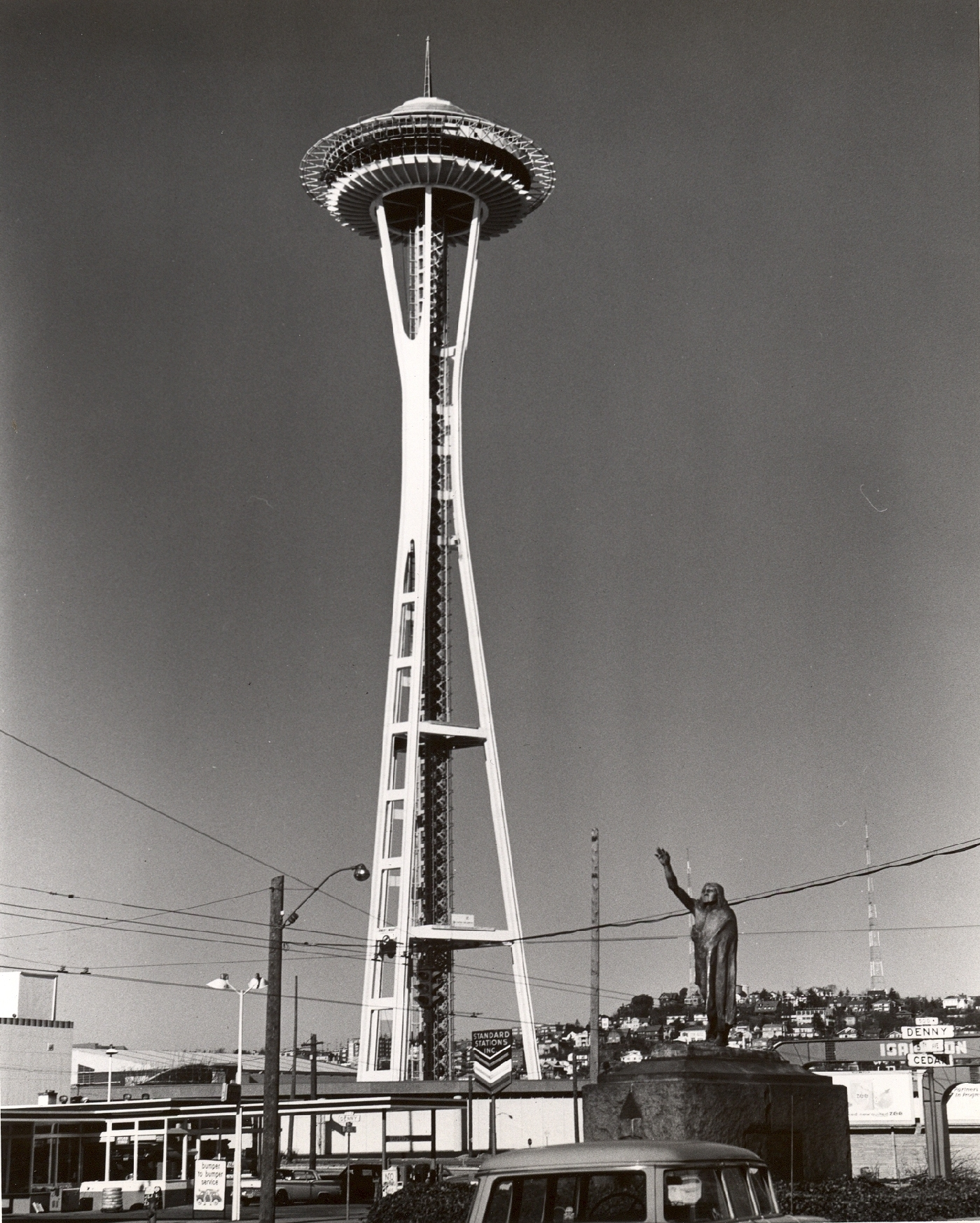
Спейс Нидл и памятник вождю Сиатлю.

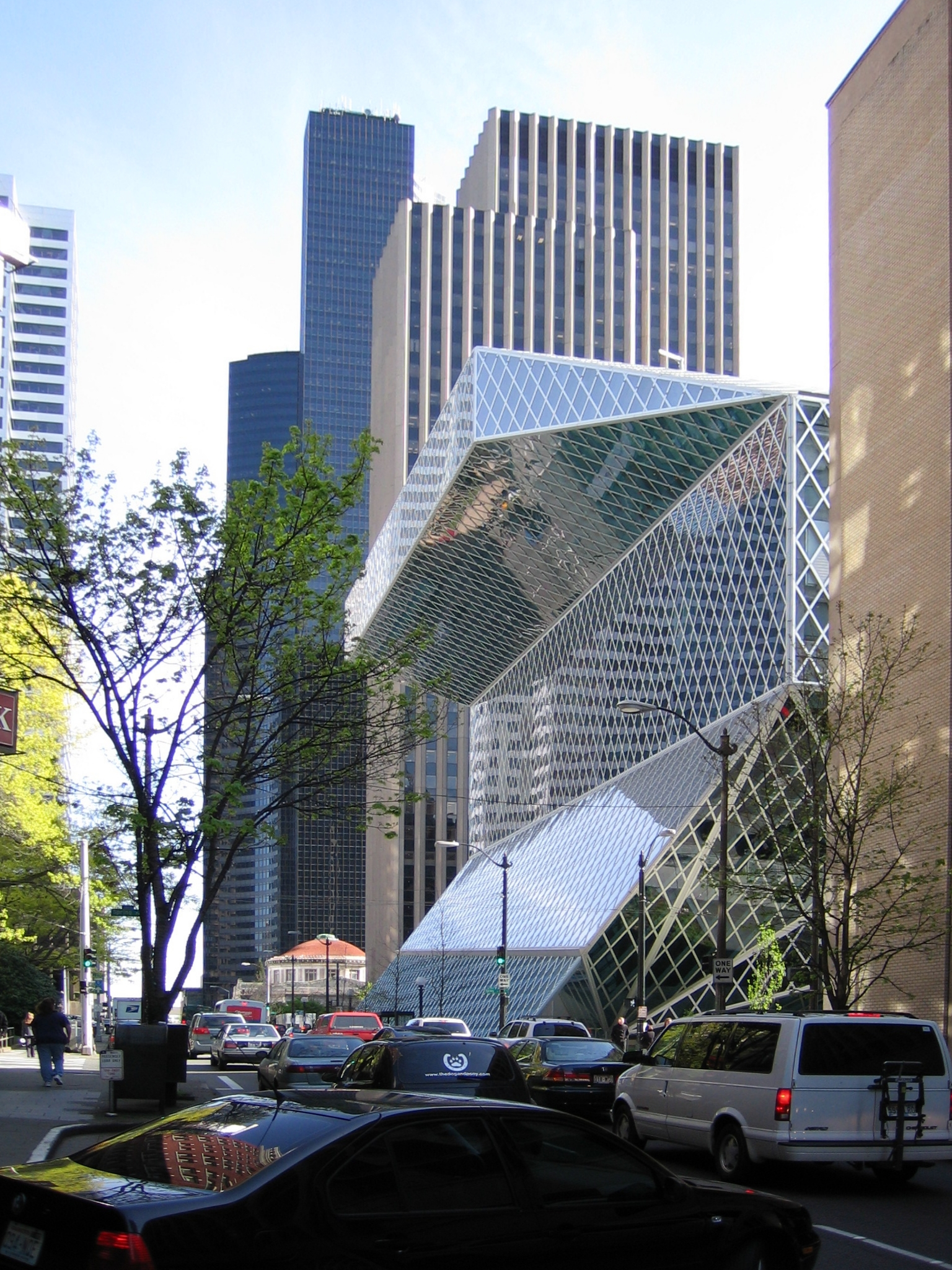
Пятая Авеню и вход в Центральную библиотеку Сиэтла, главное здание библиотечной сети города.

- Пайк-плейс-маркет — знаменитый рынок на набережной Сиэтла.

Спейс Нидл был построен для Всемирной выставки 1962 года. Эта башня является самой узнаваемой достопримечательностью на северо-западе тихоокеанского побережья США и символом Сиэтла. Её изображение можно найти на логотипах бывшей команды лиги NBA «Сиэтл Суперсоникс» и команды «Сиэтл Саундерс» лиги MLS. Изображение башни появлялось в телевизионном шоу Фрейзер, на заднем плане сериалов Тёмный ангел, Анатомия страсти, The Killing и АйКарли, в фильмах Это случилось на всемирной выставке, Неспящие в Сиэтле, Сумерки. Сага. Затмение, Любовь случается и Заговор «Параллакс», 50 оттенков серого, а также в видеоигре The Last Of Us Part 2. Башня расположена на территории выставочного комплекса Seattle Center, который является местом проведения многих городских и культурных мероприятий, среди которых ежегодные фестивали Bumbershoot, Folklife, и Bite of Seattle. Комплекс Seattle Center играет важную роль в жизни города, одновременно являясь как местом проведения ярмарок и фестивалей, так и муниципальным центром. Хотя недавно понесённые экономические убытки поставили под вопрос его целесообразность и будущее существование. Монорельсовая железная дорога Монорельс Сиэтла была также построена к выставке Century 21. По ней до сих пор курсируют вагоны по маршруту выставочный комплекс Seattle Center — центральный торгово-развлекательный комплекс Westlake Center, который расположен на расстоянии одной мили к юго-востоку.
Небоскреб Смит Тауэр (Smith Tower) был самым высоким строением на всем западном побережье США с момента своей постройки и вплоть до 1962 года, когда был построен Спейс Нидл. В 1985 был построен Коламбия-Центр (Columbia Center) в 76 этажей, это самое высокое здание на тихоокеанском северо-западе США и четвёртое по высоте здание из тех, что расположены западнее реки Миссисипи. В 1988 году был построен Washington Mutual Tower (второй по высоте небоскреб Сиэтла). Другие значимые места Сиэтла: Пайк-плейс-маркет (и стена жевательной резинки рядом с ним), Фримонтский тролль (Fremont Troll), музей истории музыки и научной фантастики (в Seattle Center) и центральная библиотека Сиэтла.
Кофейня Starbucks находится на территории рынка Pike Place Market со дня основания кофейной компании в 1971 году. Первый магазин работает до сих пор, хотя и находится на квартал южнее своего первоначального месторасположения.
Центр Старбакс, головной офис компании, — самое большое здание Сиэтла, его площадь составляет более 186 000 м².
Более 150 достопримечательностей Сиэтла внесено в Национальный реестр исторических мест США. Город также ведёт собственный список достопримечательностей.

## Культура

### Другие названия города
С 1869 по 1982 Сиэтл был известен под прозвищем «Queen City» После проведения конкурса в 1981 году и по сей день официальное прозвище города — «Изумрудный город» («Emerald City»). вследствие того, что он находится среди густых вечнозеленых лесов. Неформально Сиэтл также называют «Ворота в Аляску» («Gateway to Alaska»), «Город дождя» («Rain City»), и «Город реактивных самолётов» («Jet City»), на последнее название непосредственно повлияла компания Boeing. Регион Сиэтла также известен под прозвищем «206», соответственно междугороднему телефонному коду города. Местных жителей называют Seattleites.

### Исполнительские виды искусства
Уже долгое время Сиэтл считается региональным центром театрального искусства. Столетний симфонический оркестр Seattle Symphony Orchestra, является одним из самых записываемых оркестров в мире и, в основном, выступает в Benaroya Hall. Труппы Seattle Opera и Pacific Northwest Ballet, которые дают представления в McCaw Hall (открыт в 2003 году на месте бывшего Seattle Opera House в Seattle Center) достаточно знамениты в мире. Опера особенно известна своими постановками работ Рихарда Вагнера, а PNB School (образованная в 1974 году) входит в тройку самых лучших балетных школ США. Seattle Youth Symphony Orchestras (SYSO) — самая большая симфоническая молодёжная организация Америки. Кроме этого, жители Сиэтла гордятся знаменитыми летними и зимними фестивалями камерной музыки, организатором которых выступает Seattle Chamber Music Society.

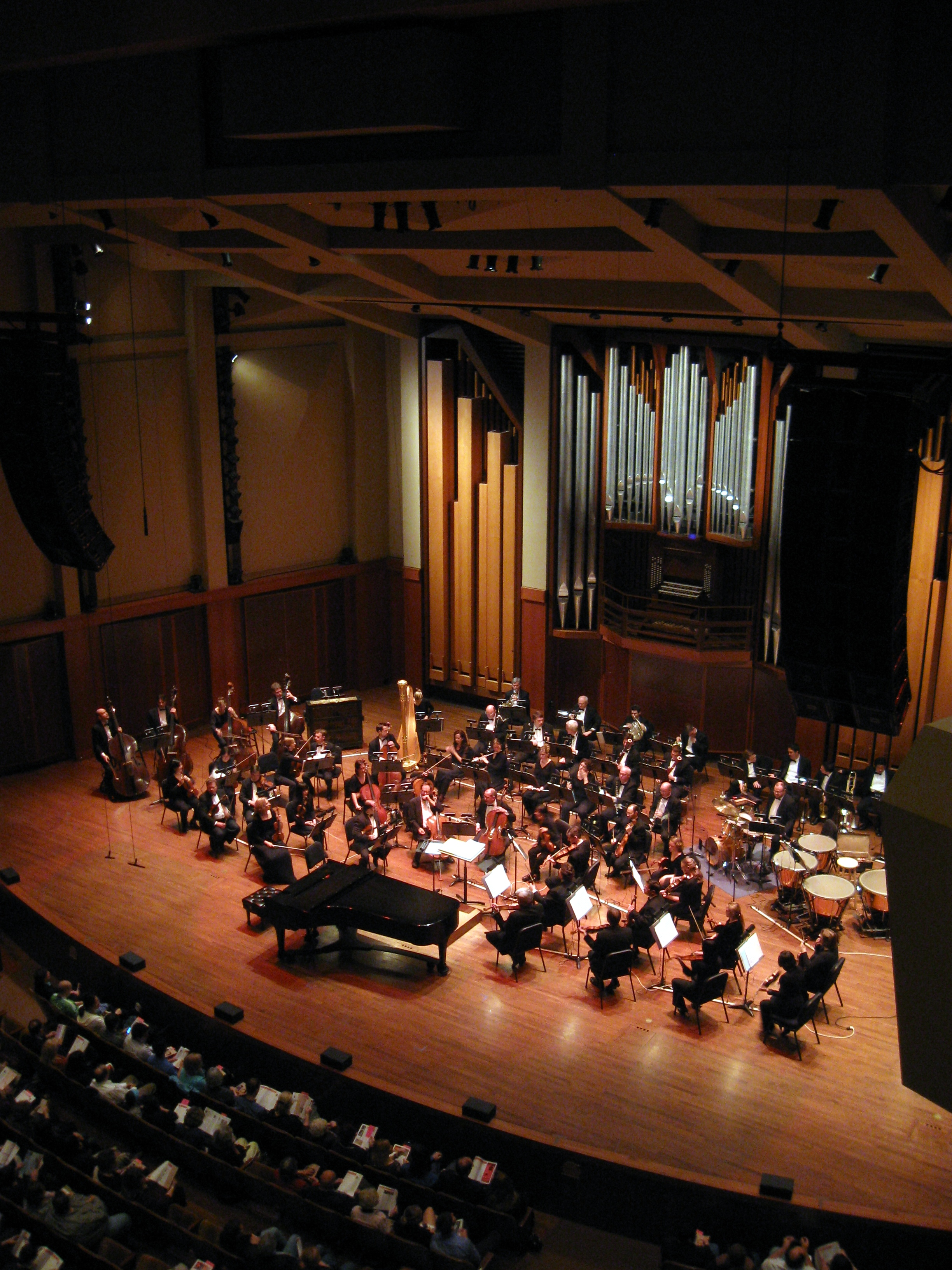
Оркестр Seattle Symphony проводит выступления на сцене Benaroya Hall с 1998 года.

На подмостках театра 5th Avenue Theatre, построенного в 1926 году, ставят мюзиклы в Бродвейском стиле, в которых участвуют как местные таланты, так и звезды мирового масштаба. В Сиэтле находится около 100 театрально-постановочных компаний и более двадцати театральных площадок, на многих из которых выступают авангардные и экспериментальные коллективы. Возможно, Сиэтл уступает только Нью-Йорку по количеству театров, которые входят в профсоюз актёров (28 театральных трупп города имеют так называемый профсоюзный контракт актёров). Кроме того, в 900-местном зале Romanesque Revival Town Hall в районе First Hill, постоянно проходят многочисленные культурные мероприятия, особенно часто — лекции и творческие вечера.
Сиэтл считается родиной музыкального направления гранж, который в начале 1990-х годов стал популярен во всем мире благодаря таким группам как Nirvana, Soundgarden, Alice in Chains, Pearl Jam, и Mudhoney. Город подарил миру музыкантов различных направлений, среди которых Bill Frisell и Wayne Horvitz (авангардный джаз), Glenn Crytzer (свинг), рэпер Sir Mix-a-Lot, джаз саксофонист Kenny G, Heart, хэви-метал группы Queensrÿche, Demon Hunter, Metal Church, Nevermore, Himsa, и Sunn O))) и поп-рок группы Harvey Danger, Goodness, и The Presidents of the United States of America. Известные музыканты Jimi Hendrix, Duff McKagan, Nikki Sixx и Quincy Jones провели годы своего становления в Сиэтле.
Со времен эры гранжа, в Сиэтле развиваются различные влиятельные направления альтернативной музыки. Со студией звукозаписи Sub Pop — первой подписавшей контракты с Nirvana и Soundgarden — сотрудничали такие группы как Band of Horses, Modest Mouse, Murder City Devils, Sunny Day Real Estate, Death Cab for Cutie, The Postal Service, Iron & Wine, Flight of the Conchords, и Fleet Foxes. Город известен рядом хип-хоп исполнителей, среди которых Blue Scholars, Macklemore, Fresh Espresso, и группа Shabazz Palaces.
В XX веке были популярны местные группы разных музыкальных направлений: студенческая фолк-группа The Brothers Four; популярная в 1960-х группа направления «гараж-бэнд» — The Wailers, инструментальная рок-группа The Ventures, поп-группы Young Fresh Fellows и The Posies; поп-панк группа The Fastbacks; авант-рок группа Sun City Girls; панк-группы The Fartz (позже переименованная в 10 Minute Warning) и The Gits; рок-группа Spys4Darwin.
За многие годы про Сиэтл было написано немало песен.
Каждый год местная команда мастеров разговорного жанра принимает участие в конкурсе National Poetry Slam. Среди поэтов можно выделить Buddy Wakefield, дважды победителя Individual World Poetry Slam Champ; Anis Mojgani, дважды победителя National Poetry Slam Champ; и Danny Sherrard, чемпиона 2007 в National Poetry Slam Champ и 2008 в Individual World Poetry Slam Champ. В 2001 году в Сиэтле проходил национальный конкурс Poetry Slam Tournament. На проходящем каждые два года фестивале Seattle Poetry Festival (впервые состоявшемся под именем Poetry Circus в 1997) принимают участие поэты, получившие местное, региональное, национальное и международное признание.
В городе находятся кинотеатры, в которых показывают как фильмы из Голливуда, так и работы независимых киностудий. Seattle Cinerama — один из трёх кинотеатров в мире, которые все ещё могут демонстрировать широкоэкранные фильмы в формате Синерама.

### Средства массовой информации
По данным 2010 года, основным ежедневным изданием Сиэтла является газета The Seattle Times. Газета Seattle Post-Intelligencer, известная также как P-I, выходила ежедневно с 1863 года до 17 марта 2009 года, когда её полностью перевели в онлайн вариант. В городе выходят Seattle Daily Journal of Commerce и газета The Daily, выпускаемая студентами Вашингтонского Университета во время учебного года. Значимые еженедельные издания Seattle Weekly и The Stranger позиционируют себя как «альтернативные издания». Еженедельная уличная газета Real Change продается преимущественно бездомными, как альтернатива попрошайничеству. В городе публикуется несколько этнических газет, например Northwest Asian Weekly, и ряд окружных газет, среди которых North Seattle Journal.
В Сиэтле функционируют главные радио и телестанции США, наряду с пятью другими англоязычными и двумя испаноязычными станциями. Жители могут смотреть кабельное телевидение, транслируемое компанией CBUT 2 (CBC) из Ванкувера.
Филиалы некоммерческой радиостанции NPR KUOW-FM и KPLU-FM (Tacoma) вещают на частотах 94,9 и 88,5 соответственно. К другим радиостанциям относятся KEXP-FM 90,3 (филиал EMP), общественное радио KBCS-FM 91,3 (относящееся к Bellevue College), и радио KNHC-FM 89,5, которое принадлежит объединению государственных школ и ведёт свои трансляции из Nathan Hale High School. Основной формат вещания этой радиостанции — электронная танцевальная музыка. В настоящий момент большинство радиостанций можно слушать онлайн. Первооткрывателем этой услуги считается радиостанция KEXP. В Сиэтле находится огромное количество коммерческих радиостанций. Согласно изучению потребительского спроса, который был проведен компанией Arbitron в 2012 году, лидерами FM вещания стали KRWM (современная популярная музыка для взрослых), KIRO-FM (информационно-разговорный формат), и KISW (рок музыка). Главными AM радиостанциями признаны KOMO (AM) (новости), KJR (AM) (спортивный формат) и KIRO (AM) (спортивный формат).
Согласно журналу TIME, местные интернет-издания Worldchanging и Grist.org вошли в число лучших сайтов экологической тематики в рейтинге «Top Green Websites» в 2007 году.
Все последние новости можно найти на интернет-страницах местных СМИ, среди которых самые известные — The Seattle Times и Seattle Post-Intelligencer.

### Туризм

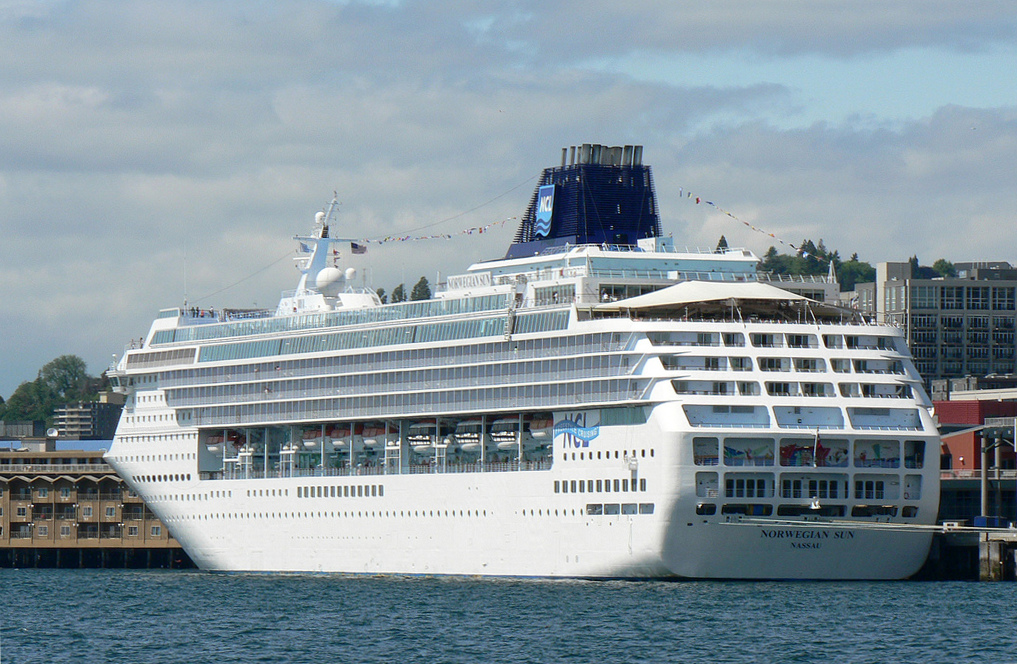
886 039 пассажиров посетило Сиэтл на протяжении 2008 года на 210 круизных кораблях.

Среди ежегодных выставок и фестивалей Сиэтла самыми знаменитыми являются 24-дневный кинофестиваль Seattle International Film Festival, этнический фольклорный фестиваль Northwest Folklife, который проходит в Дни Памяти, многочисленные события Seafair, проходящие в течение июля-августа (от танцевального фестиваля Bon Odori до гонок на гидропланах Seafair Cup), кулинарный фестиваль the Bite of Seattle, один из самых больших парадов сексуальных меньшинств в Соединённых Штатах Gay Pride и фестиваль музыки и искусства Bumbershoot, проходящий в начале сентября, в программу которого включены как музыкальные соревнования, так и соревнования в разных видах искусств и развлечения. Как правило, около 100 000 людей ежегодно посещают каждый из фестивалей. Не обходят вниманием туристы и ежегодный фестиваль Seattle Hempfest и два отдельных празднования Дня Независимости.
В Сиэтле также проходят многочисленные народные гуляния Пау-вау, проводимые местными общинами коренных американцев, греческий фестиваль, организатором которого выступает St. Demetrios Greek Orthodox Church в Montlake, этнические фестивали (большинство из которых объединены под общим названием Festál и проходят в Seattle Center).
Жители города и туристы посещают и другие интересные события, которые проходят каждый год: выставка редких книг и публикаций Seattle Antiquarian Book Fair & Book Arts Show; фестиваль любителей аниме Sakura-Con; выставка, посвящённая компьютерным играм Penny Arcade Expo; двухдневное ралли Seattle to Portland Bicycle Classic, в котором принимает участие около 9000 велогонщиков, и специализированные кинофестивали Maelstrom International Fantastic Film Festival, Northwest Asian-American Film Festival, Children’s Film Festival Seattle, Translation: the Seattle Transgender Film Festival, Seattle Gay and Lesbian Film Festival, и Seattle Polish Film Festival.
Первый в штате Вашингтон общественный художественный музей Henry Art Gallery распахнул свои двери в 1927 году. Художественный музей Сиэтла (SAM) был построен в 1933; позже, в 1991 году SAM открыл двери нового здания в центральной части города (которое было расширено в 2007 году), а в его прежнем здании находятся экспозиции подразделения Музея азиатского искусства Сиэтла (SAAM). Olympic Sculpture Park (открыт с 2007 года) является подразделением SAM и находится на территории северных пирсов центральной набережной Сиэтла. В музее Frye Art Museum на First Hill вход для посетителей бесплатный. Коллекции, которые отображают историю региона, можно увидеть в Loghouse Museum в Alki, Klondike Gold Rush National Historical Park, Museum of History & Industry и Burke Museum of Natural History and Culture. Коллекции, относящиеся к различным видам промышленности, выставлены в Center for Wooden Boats и соседнем Northwest Seaport, Seattle Metropolitan Police Museum, и Museum of Flight. Музеи Nordic Heritage Museum, Wing Luke Asian Museum и Northwest African American Museum стоит посетить из-за этнических региональных выставок. В Сиэтле также есть несколько художественных галерей, например, 10-летняя Soil Art Gallery, и недавно открывшаяся Crawl Space Gallery.
В 1899 году в Сиэтле распахнул свои двери для посетителей Woodland Park Zoo. Вначале это была частная коллекция зверей, которая в том же 1899 году была продана городу. С 1977 года на центральной набережной города работает Seattle Aquarium (в 2006 он был реконструирован). А совершив тур на Seattle Underground Tour, вы посетите места, которые существовали ещё до Большого Пожара 1889 года. В июне 2012 года на пирсе 57 центральной набережной города около Downtown Seattle был открыт новый аттракцион Seattle Great Wheel — одно из самых больших колес обозрения в США. В городе можно найти большое количество общественных центров для культурного отдыха — Rainier Beach, Van Asselt, Rainier, и Jefferson к югу от Ship Canal и Green Lake, Laurelhurst, Loyal к северу от Canal, и Meadowbrook.
С середины 1990-х годов, индустрия морских путешествий переживает значительный рост из-за того, что Сиэтл является исходным пунктом для пассажиров, отправляющихся в круизы на Аляску. В 2008 году 886039 путешественников посетили город, что существенно превзошло количество пассажиров в другом крупном порту, отправляющем туристов на Аляску — Ванкувере.

### Профессиональный спорт

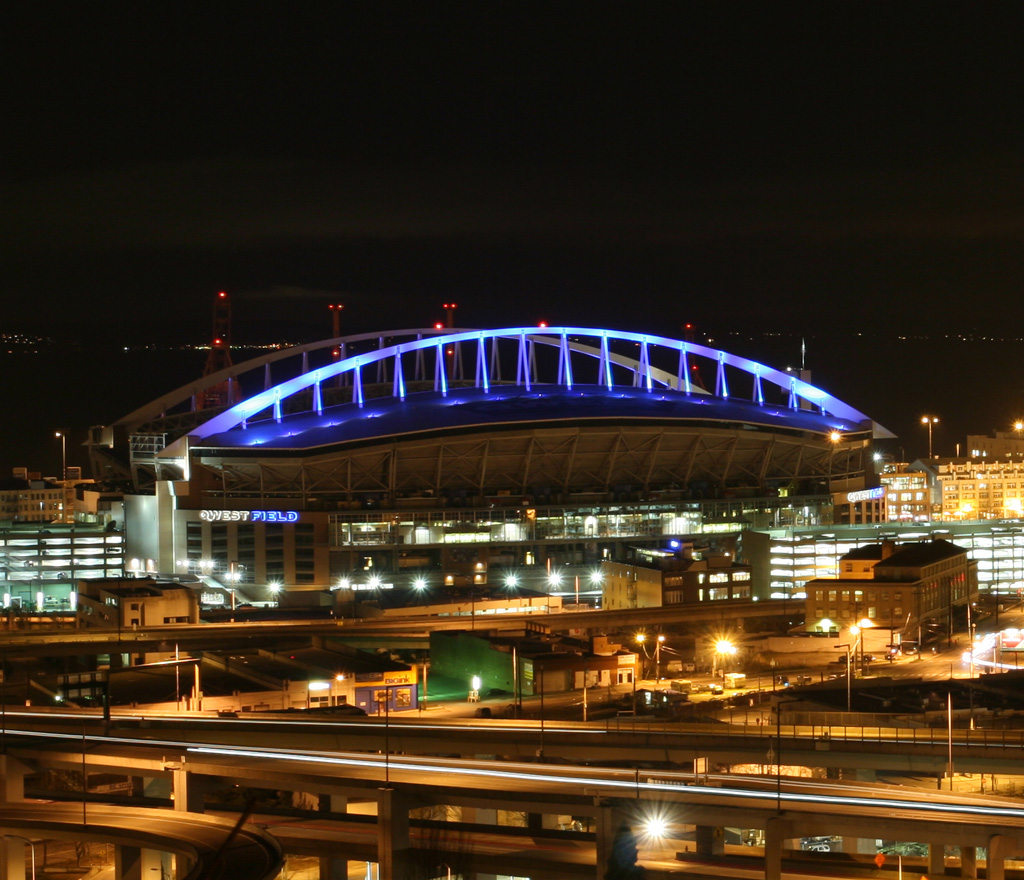
«Сенчури Линк-филд» — домашняя арена «Сиэтл Сихокс» и «Сиэтл Саундерс»

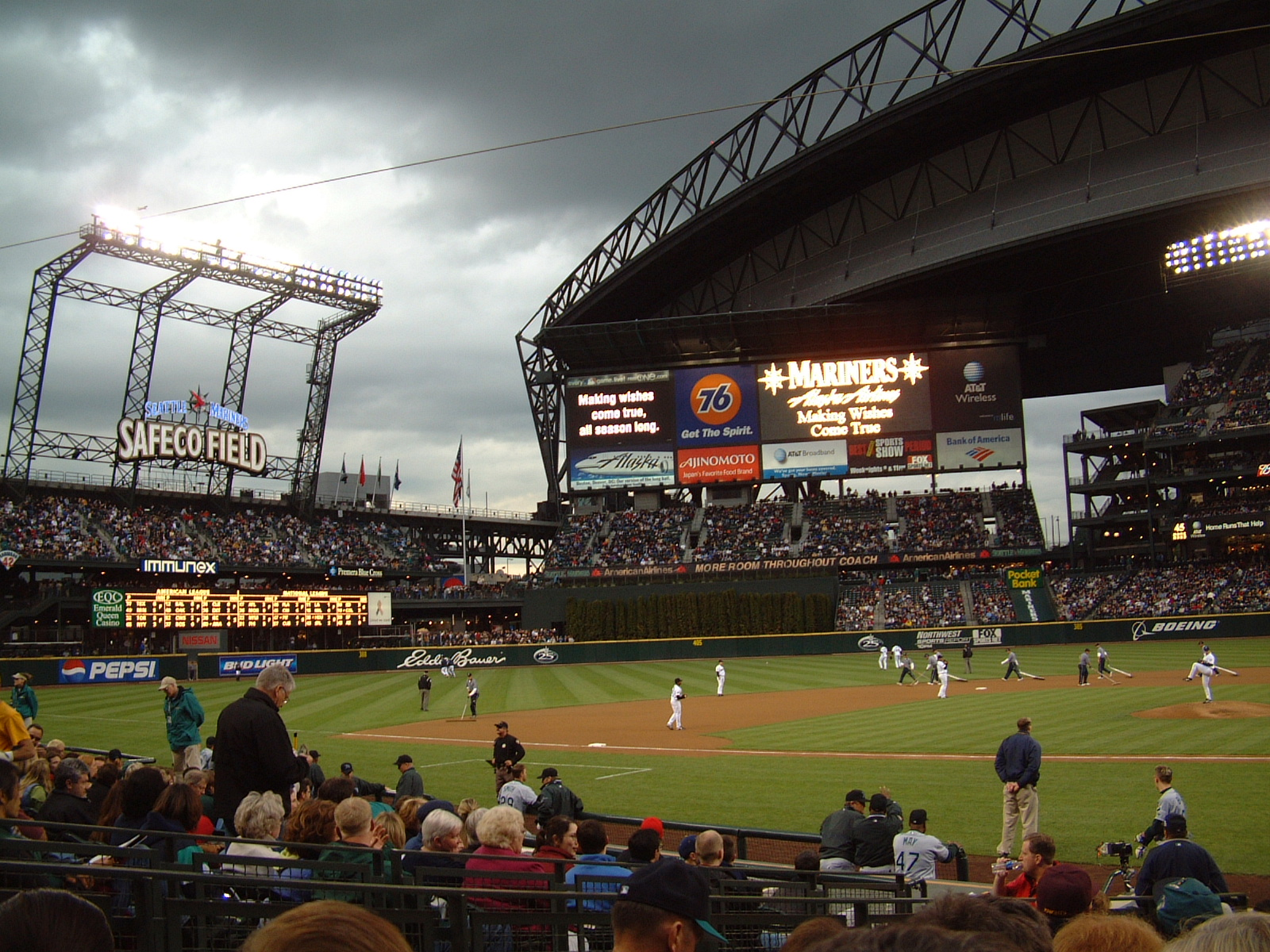
«Сэйфко-филд» — домашняя арена «Сиэтл Маринерс»

В начале XX века в Сиэтле началось развитие профессионального спорта. Произошло это в 1917 году после того, как PCHA’s Seattle Metropolitans стала первой американской командой, выигравшей Кубок Стэнли. В настоящее время в Сиэтле существуют три профессиональные спортивные команды, выступающие в высших лигах: команда «Сиэтл Сихокс» — в Национальной футбольной лиге, «Сиэтл Маринерс» — в Главной лиге бейсбола и «Сиэтл Саундерс» — в Major League Soccer. В городе также базируется женская баскетбольная команда «Сиэтл Шторм», которая дважды в 2004 и в 2010 годах становилась чемпионом Женской национальной баскетбольной ассоциации. С 1967 по 2008 год в NBA Сиэтл был представлен командой «Сиэтл Суперсоникс», которая в сезоне 1978/79 годов завоёвывала чемпионский титул. После сезона 2007/08 года команда переехала в Оклахома-Сити и была переименована в «Оклахома-Сити Тандер». В 1969 году честь города в Главной лиге бейсбола защищала команда «Сиэтл Пайлотс». В 1970 году команда переехала в Милуоки, где стала выступать под новым названием «Милуоки Брюэрс». Команда «Сиэтл Тандербёрдс» представлена в одной из высших юниорских хоккейных лиг Канады WHL (Western Hockey League). Во время сезона 2008/09 команда переехала в соседний город Кент, штат Вашингтон. Команда «Сиэтл Саундерс» начала играть в Major League Soccer с 2009 года. С 2021 года в Сиэтле начала выступать команда Национальной хоккейной лиги — «Сиэтл Кракен».
В Сиэтле дважды проходил матч всех звёзд МЛБ: в 1979 году на стадионе «Кингдоуме» и 2001 году на стадионе «Сэйфко-филд». В том же 2001 году команда «Сиэтл Маринерс» поставила новый рекорд, выиграв 116 игр регулярного сезона. Два раза Сиэтл принимал матчи всех звёзд НБА, в 1974 году на стадионе Seattle Center Coliseum и в 1987 году в зале «Кингдоум».
В 2006 году на поле «Сенчури Линк-филд» проходили игры серии плей-офф НФЛ сезона 2005/06. В 2008 году в первой игре серии плей-офф местная команда «Сихокс» дома разгромила «Вашингтон Редскинз» со счетом 35:14. Команда Major League Soccer «Сиэтл Саундерс» тренируется и проводит свои матчи на поле стадиона «Сенчури Линк-филд». Сиэтл может похвастаться сильными студенческими спортивными командами. Среди них команды университета Вашингтона и университета Сиэтла, которые принимают участие в I дивизионе NCAA.

### Активный отдых

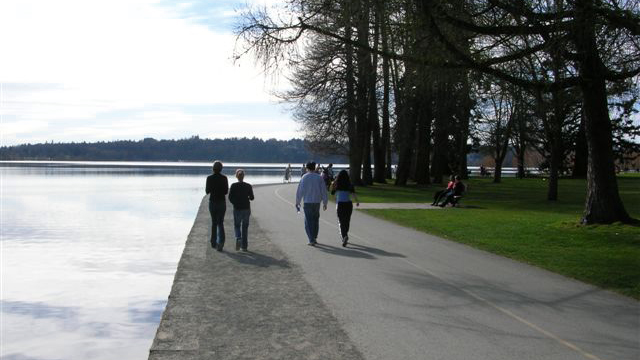
Парк Green Lake Park популярен у любителей бега, в распоряжение которых предоставлено 4,3 км дорожек возле озера.

Мягкий морской климат Сиэтла позволяет местным жителям проводить свободное время на открытом воздухе круглый год. Самыми популярными активными видами отдыха являются пешие прогулки, езда на велосипеде, пеший туризм, катание на лыжах и сноуборде, гонки на каяках, альпинизм, водно-моторный и парусный спорт, плаванье и командные виды спорта. В городе находится огромное количество живописных мест, по которым можно совершать пешие прогулки: озеро Green Lake, леса, утесы и пляжи парка Discovery Park (самый большой парк города, площадь территории которого составляет 2,2 км²) в районе Magnolia, берега Myrtle Edwards Park, находящегося на центральной набережной, береговая линия озера Lake Washington в Seward Park, Alki Beach в West Seattle и Burke-Gilman Trail. Любителей пешего туризма и катания на лыжах привлекают горы Cascade или Olympic Mountains, а в водах Puget Sound, проливах Хуан-де-Фука и Strait of Georgia можно устроить гонки на каяках или под парусами. В 2005 году журнал Men’s Fitness присвоил Сиэтлу звание самого спортивного города в США.

## Экономика
Наравне с корифеями промышленности, традиционной для региона, в Сиэтле развиваются компании, представляющие новейшие её отрасли — Интернет и новые технологии, отрасли услуг, дизайна и разработки экологически чистых технологий. В 2010 году валовой продукт города составил 231 млрд долларов, таким образом Сиэтл оказался на 12 месте по развитию экономики среди крупнейших городов в США. Порт Сиэтла, в состав которого входит также аэропорт Сиэтл-Такома, является основным шлюзом для торговли с Азией и местом отправления круизов на Аляску и занимает 8 место среди крупнейших портов Америки по грузовместимости. Несмотря на недавний мировой кризис, Сиэтл смог удержать за собой позицию города со сравнительно сильной экономикой и остается местом, где создаются новые компании, особенно в индустрии экологически чистого строительства и технологий: город был назван «самым разумным городом» Америки благодаря городской правительственной политике и развитию экологически чистых отраслей экономики. В феврале 2010 года городские власти взяли на себя обязательство до 2030 года свести до нуля на душу населения выброс парниковых газов в атмосферу, и таким образом сделать Сиэтл первым в Северной Америке городом, который будет иметь нулевой баланс по выбросу парниковых газов.
Тем не менее, в сфере бизнеса ведущие позиции занимают крупные компании. Согласно списку Fortune 500, опубликованному в 2008 году, в список крупнейших компаний Америки согласно совокупному доходу попали три компании, штаб-квартиры которых находятся в Сиэтле: интернет-магазин Amazon.com (№ 100), мировая сеть магазинов по продаже кофе и кофеен Starbucks (№ 241), и универсальный магазин Nordstrom (№ 270). Другие компании, входящие в список Fortune 500, которые в народе ассоциируются с Сиэтлом, находятся в соседних городах территории Puget Sound. Сеть клубных магазинов-складов Costco (№ 29), крупнейшая компания розничной торговли в штате Вашингтон, находится в городе Issaquah. Крупнейшая организация в системе здравоохранения и пятый по величине работодатель Providence Health & Services обосновалась в городе Renton. Главные офисы компании Microsoft (№ 44) и американского подразделения Nintendo находятся в городе Редмонд. Лесоперерабатывающая компания Weyerhaeuser (№ 147) основалась в городе Federal Way. А город Bellevue является домом для автомобильного завода по производству грузовиков PACCAR (№ 169), а также главного офиса дочерней компании T-Mobile US международного оператора мобильной связи T-Mobile. В последние годы город завоевал репутацию места, где потребляют значительное количество кофе, благодаря кофейным компаниям Starbucks, Seattle’s Best Coffee и Tully’s. В городе также находится огромное количество небольших традиционных экспресс кафе и кофеен.
Компания Boeing (№ 27) была крупнейшей компанией региона до тех пор, пока её штаб-квартира не была перенесена в Чикаго. Но до сих пор самое большое подразделение компании находится в городе Renton, а также в городе Everett, где размещены основные производственные мощности. Таким образом, Boeing остается самым крупным частным работодателем в регионе. В 1996 году бывший мэр Сиэтла Грег Никельс объявил о желании вызвать новый экономический бум при помощи биотехнологической промышленности. В настоящее время осуществляется реконструкция района South Lake Union с целью привлечения в город новых и широко известных компаний в сфере биотехнологий. К сотрудничеству привлекаются такие компании, как Corixa (приобретенная GlaxoSmithKline), Immunex (в настоящий момент входит в структуру Amgen), Trubion и ZymoGenetics. Холдинговая компания миллиардера Пола Аллена Vulcan Inc. стоит за всеми основными строительными проектами в регионе. В то время как многие считали новое направление в развитии региона экономически выгодным, другие критиковали Никельса и Городской совет Сиэтла за пособничество интересам Пола Аллена за счет средств налогоплательщиков. В 2006 году журнал Expansion Magazine внёс Сиэтл в десятку самых лучших муниципальных районов страны с благоприятным климатом для расширения бизнеса. В 2005 году, по мнению журнала Forbes, Сиэтл был самым дорогим городом для покупки жилья относительно местного уровня доходов. Главный офис Alaska Airlines находится в городе Ситак, недалеко от аэропорта Сиэтл-Такома, аэроузлы которого используются компанией.

### Крупные компании, базирующиеся в Сиэтле
- American Legend Cooperative — пушной аукцион
- Amazon.com — крупнейший онлайн-ретейлер в мире
- aQuantive — рекламная онлайн-компания
- Boeing — авиапроизводство
- Starbucks — кофейная индустрия
- Valve — разработчик и дистрибьютор компьютерных игр (Dota 2, Counter-Strike, Half-Life, Day of Defeat, Left 4 Dead и проч.)
- Kenworth — производитель грузовиков, автобусов и самосвалов
- Evergreen — крупный логистический оператор

## Население
Согласно данным переписи населения США в 2010 году в Сиэтле проживало 608 660 человек. Структура расового состава населения Сиэтла выглядела так:
- белые — 69,5 %
- афроамериканцы — 7,9 %
- американские индейцы — 0,8 %,
- азиаты — 13,8 %,
- гавайцы — 0,4 %,
- латиноамериканцы — 6,6 %,
- лица других рас — 2,4 %

Исторически в Сиэтле преобладает белое население. По тем же данным 2010 года, в городе проживало самое большое количество белых в стране, но этот процент постоянно падает. Так, в 1960 году в городе насчитывалось 91,6 % белых, в то время как к 2010 году осталось только 69,5 %, по сравнению со среднестатистическим показателем по стране в 73,4 %. Согласно исследованию American Community Survey, проведённому в 2006—2008 годах, около 78,9 % жителей старше 5 лет дома разговаривают только на английском. 4,5 % — испаноговорящие, 3,9 % — говорят на различных индоевропейских языках и 10,2 % населения города разговаривают на языках Азии. 2,5 % населения говорит на других языках.
В Сиэтле наблюдается постоянный рост расового и этнического разнообразия, прирост численности иммигрантов вырос на 40 % между переписями населения 1990 и 2000 годов. Согласно отчёту United States Census Bureau, в 2010 году почтовый индекс Сиэтла 98118 (в районе Columbia City) был признан самым многонациональным в США. Китайцы, проживающие в Сиэтле, являются выходцами из континентального Китая, Гонконга, юго-восточной части Азии и Тайваня. В конце XIX и в начале XX века китайцы прибывали в город преимущественно из провинции Гуандун. В Сиэтле также проживает около 55 тыс. вьетнамцев и 30 тыс. иммигрантов из Сомали. В районе Seattle-Tacoma проживает самая большая в Америке община камбоджийцев, насчитывающая около 19 тыс. человек, а также одна из самых больших общин самоанцев (более 15 000 человек), проживающих в континентальной части США. Согласно данным переписи населения за 2000 год, Сиэтл находится на первом месте среди больших городов Америки, где проживает самый большой процент людей, определяющих себя как люди смешанного расового происхождения.
По состоянию на 1999 год, средний уровень дохода в городе составил 45 736 долларов, а средний доход на семью показал значение в 62 195 долларов. Средний доход мужчин составил 40 929 долларов против 35 134 долларов у женщин. Доход на душу населения в городе был 30 306 долларов. Около 11,8 % населения и 6,9 % семей находятся за чертой бедности, среди которых 13,8 % жителей в возрасте до 18 лет и 10,2 % в возрасте 65 лет и старше.
Приблизительно 8000 человек каждый день ночуют под открытым небом в округе King County, и среди них большая часть находится в Сиэтле. В сентябре 2005 года King County одобрил «10-летний план по преодолению проблемы бездомных жителей», первоочередной задачей которого является переход от финансирования программ по созданию ночлежных домов к финансированию программ по предоставлению постоянного места жительства.
В последние годы население Сиэтла постоянно растёт, поэтому перед властями города стоит задача создания нового жилья. В 2006 году, после последовательного прироста населения на 4000 человек ежегодно в течение последних 16 лет, местные органы городского планирования предположили, что к 2040 году население Сиэтла вырастет на 200 000 человек. Хотя бывший мэр Грег Никельс поддержал планы увеличения населения на 60 %, или 350 000 человек, к 2040 году, и разработал программы по предоставлению жилища, в городе продолжали придерживаться законодательства по вопросам функционального зонирования индивидуальных домов на одну семью. Позже Городской Совет Сиэтла проголосовал за ослабление ограничений на высотное строительство в большей части центральных районов, частично с целью увеличения плотности населения в центре города. В 2009 году увеличение численности жителей в центре города до 60 000 человек, что на 77 % больше показателя 1990 года, является отражением процессов увеличения городской агломерации.
В Сиэтле постоянно растёт число гомосексуалов. В 2006 году исследование, проведённое UCLA показало, что в городе один из самых высоких показателей ЛГБТ на душу населения. С показателем 12,9 % населения, определяющих себя как гомосексуалы, лесбиянки, бисексуалы и транссексуалы, Сиэтл занимает второе после Сан-Франциско место и не намного опережает такие города как Атланта и Миннеаполис. Территория Greater Seattle является второй по счету агломерацией с долей ЛГБТ населения на уровне 6,5 %.
Кроме того, в Сиэтле проживает относительно большое количество одиноких людей. Согласно внутренним результатам переписи населения в 2004 году, Сиэтл находится на пятом месте среди городов с более чем 100 000 жителей по количеству незамужних женщин и холостяков с показателем 40,8 % в масштабе всей страны.

## Правительство и политика
Основным органом управления в Сиэтле является муниципальный совет во главе с мэром, деятельность которого определяется собственным документом — хартией города. С 1911 по 2015 год девять членов муниципалитета избирались всем городом, а не по принципу географического деления. С 2015 года 2 члена избираются в общегородском формате, а семеро — по принципу географического деления. Избираемыми должностями являются также прокурор города и судьи Муниципального Суда. Все остальные должности в городских, окружных и государственных органах формально занимают беспартийные. Как и в большей части США, органы государственного управления и законы базируются на основе серии избирательных законодательных инициатив (граждане могут принять или отклонить законы), референдумов (граждане могут утвердить или отклонить уже принятые законы), норм (определённые структуры власти могут предложить новые законы или повышение налогов непосредственно для самих граждан).

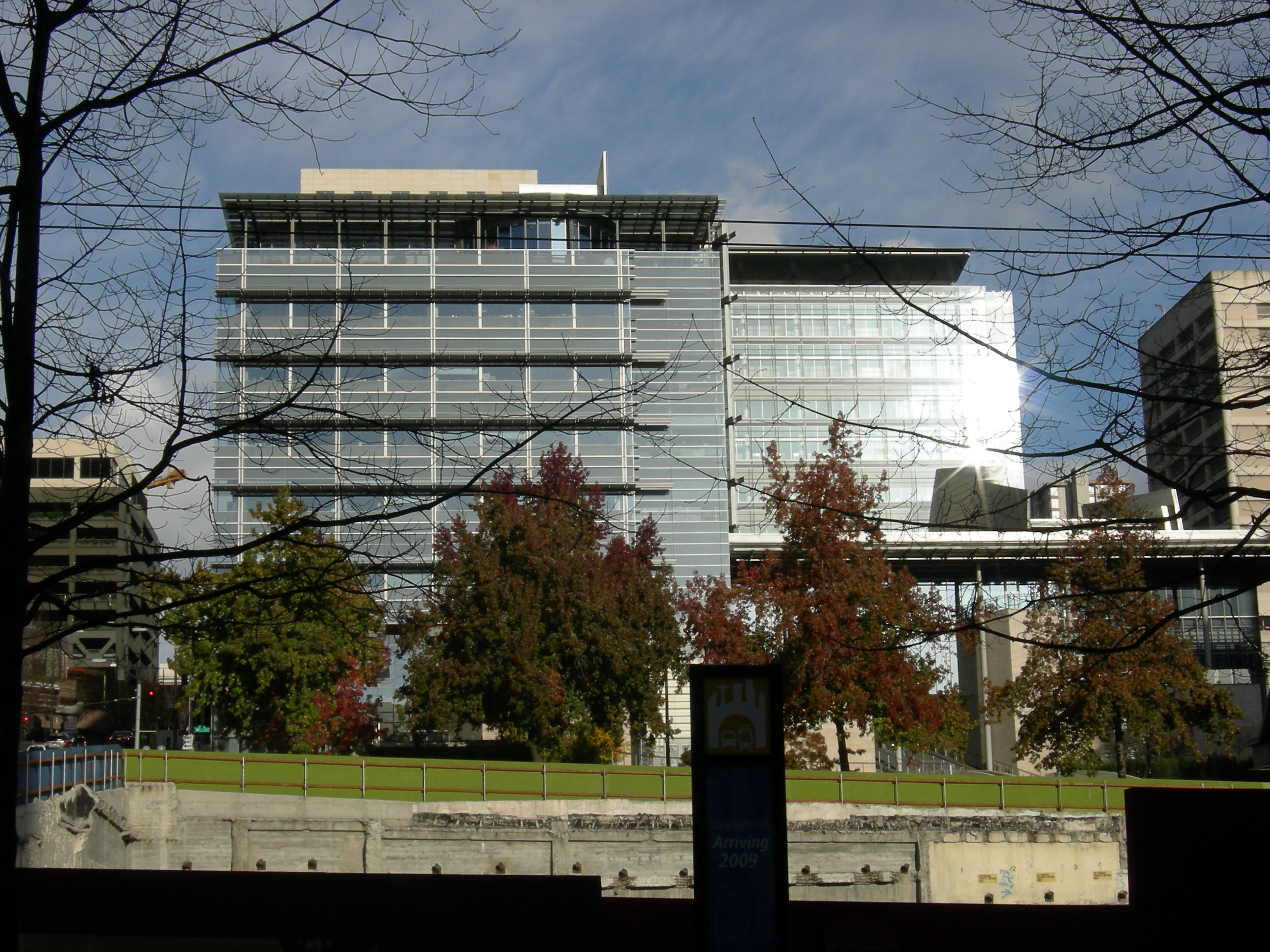
Мэрия города Сиэтл, 2007

В политической культуре Сиэтла доминируют либеральные и прогрессивные взгляды, также в городе существуют немногочисленные либертарианские и леворадикальные (Свободная социалистическая партия) движения.
Это один из самых левых и либеральных (в американском значении слова) городов Америки, в котором на президентских выборах 2004 года около 80 % граждан поддержали Демократическую партию, и только в двух избирательных округах в Broadmoor и в Madison Park большинство отдало свои голоса за республиканца Джорджа Буша. А уже на президентских выборах в 2008 году кандидат от Демократической партии Барак Обама победил во всех округах Сиэтла, в том числе и на тех, где в 2004 году победил кандидат от Республиканской партии. На выборах в Законодательный орган штата Вашингтон и в Конгресс США почти всегда побеждали демократы. В 2012 году на выборах в муниципальный совет Сиэтла победила троцкистка Кшама Савант, член «Социалистической альтернативы» (Комитет за рабочий интернационал) и активистка движения Occupy.
Сиэтл относится к самым политически прогрессивным городам Северной Америки, в котором большая часть населения является приверженцами Демократической партии и поддерживает либеральные идеи однополых браков, соблюдения прав в области охраны репродуктивного здоровья, и законов, регулирующих продажу и использование оружия, что преимущественно считается как само собой разумеющееся в местной политике. Как и на большей территории Pacific Northwest (где наблюдается самый низкий в США уровень людей, которые посещают церковь, и постоянно растёт число атеистов), такие факторы как посещение церкви, религиозные убеждения и политическое влияния религиозных лидеров выражены намного слабее чем в других районах страны.
В Сиэтле процветает независимая пресса, среди которой ежедневные интернет-издания Seattle Post-Intelligencer, Publicola и Crosscut, The Stranger (независимое еженедельное издание левого направления) и множество изданий определённой направленности, включая самые крупные в стране интернет журналы по охране окружающей среды Worldchanging и Grist.org. В июле 2012 года Сиэтл стал самым большим городом в штате Вашингтон, где запретили использование пластиковых пакетов для покупок.
На федеральном уровне Сиэтл относится к 7-му избирательному участку для выборов в конгресс по штату Вашингтон. Представителем этого участка является выбранный в 1988 году член Демократической партии Jim McDermott, один из самых либеральных конгрессменов.

## Образование
53,8 % населения города старше 25 лет (в сравнении со средним общенациональным показателем 27,4 %) имеют степень бакалавра или выше, и 91,9 % (в сравнении с 84,5 % по стране) получили аттестат зрелости или его эквивалент. Согласно опросу, проведённому Бюро переписи населения США, самое большое количество выпускников колледжей и университетов находится в Сиэтле. По результатам исследований, которые проводит Университет Центрального Коннектикута, среди 69 основных городов страны, в 2005 и 2006 годах Сиэтл был признан городом с самым высоким процентом образованного населения, в 2007 он занял второе место, уступив Миннеаполису, а в 2008 году эти два города разделили первое место.

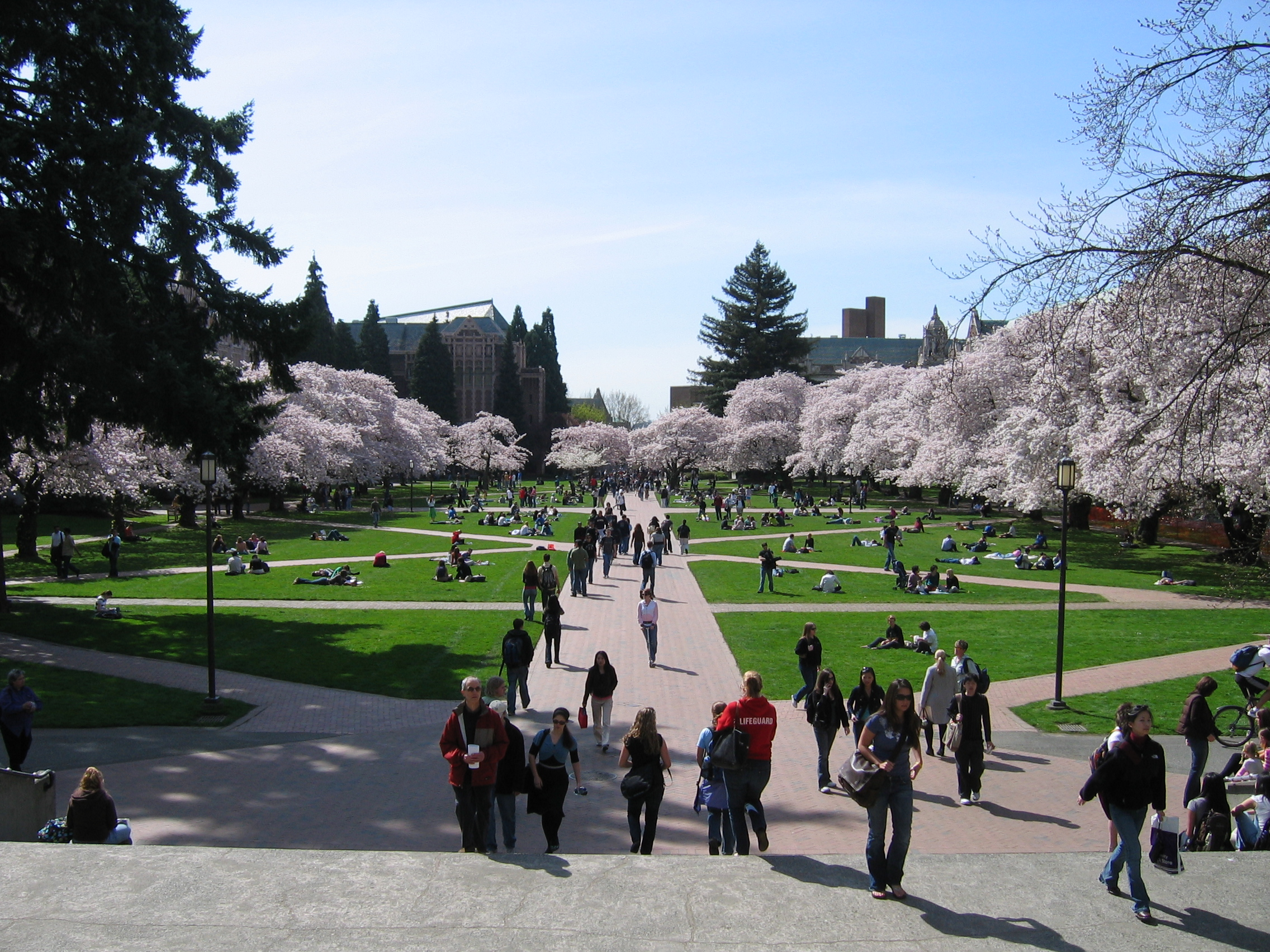
Вашингтонский университет, Центральная площадь (Quad) весной

В государственных школах Сиэтла десегрегация прошла без предписаний суда, но учебные заведения все ещё продолжают бороться за равноправие рас в районах с разным этническим населением (в южной части города больше этнических меньшинств чем в северной). В 2007 году процесс уменьшения расового разрыва в Сиэтле был отменён Верховным судом США, но находящиеся при власти силы предоставили возможность продолжить процесс используя другие виды критериев (например, доход или социально-экономический класс).
Наравне с государственными школами существует небольшое количество частных, пять из которых являются католическими, одна — лютеранская и шесть — безрелигиозными.
В Сиэтле находятся Вашингтонский университет и его учебно-просветительское подразделение, основным направлением деятельности которого является профессиональное и дополнительное обучение. В 2006 году, по версии журнала «Ньюсуик», Вашингтонский университет занял двадцать второе место среди лучших университетов мира. В Сиэтле также находится ряд небольших частных университетов, среди которых: Университет Сиэтла и Тихоокеанский университет Сиэтла, оба учрежденные религиозными группами; университеты: Городской университет Сиэтла и Университет Антиоха, предоставляющие услуги работающим взрослым людям; общественные колледжи: Колледж северного Сиэтла, Центральный колледж Сиэтла и Колледж южного Сиэтла; ряд гуманитарных колледжей: Колледж искусств Корниш, Центр изящных искусств Пратта, и Институт искусств Сиэтла. В 2001 году журнал «Тайм» назвал Центральный колледж Сиэтла лучшим местным колледжем, утверждая что «в колледже различных студентов подталкивают работать в одной команде».

## Инфраструктура

### Здравоохранение и медицина
За особые заслуги в области неврологии и нейрохирургии и постоянно проводимые медицинские исследования Вашингтонский Университет регулярно входит в десятку главных учреждений страны в своей области. Со дня основания Medic One в 1970 году в Сиэтле развивается и модернизируется местная служба «скорой помощи». В 1974 году американская телевизионная программа 60 минут отметила успехи местной службы «скорой помощи» и назвала Сиэтл «лучшим в мире местом, для того чтобы испытать сердечный приступ».
Три самых больших медицинских центра города находятся в районе First Hill. Государственная окружная больница Harborview Medical Center является единственным травматологическим учреждением первого уровня, которое обслуживает штаты Вашингтон, Аляска, Монтана и Айдахо. Ещё два крупных медицинских центра Virginia Mason Medical Center и Swedish Medical Center и находятся в том же самом районе города. Из-за такой огромной концентрации больниц район получил ещё одно название «Pill Hill» (Холм Лекарств).
Больница Seattle Children’s, ранее известная как Children’s Hospital and Regional Medical Center, находится в районе Laurelhurst и является педиатрической клиникой для пациентов из штатов Вашингтон, Аляска, Монтана и Айдахо. В собственности Онкологического исследовательского центра Фреда Хатчинсона находятся как здания, расположенные в районе Eastlake, так и совместные помещения с Seattle Cancer Care Alliance и University of Washington Medical Center. В районе University District находится University of Washington Medical Center, который как и Harborview относится к Вашингтонскому Университету. В районе Beacon Hill работает больница Veterans Affairs, а в Ballard функционирует третье здание Swedish, и Northwest Hospital and Medical Center находится недалеко от Northgate Mall.

### Транспорт

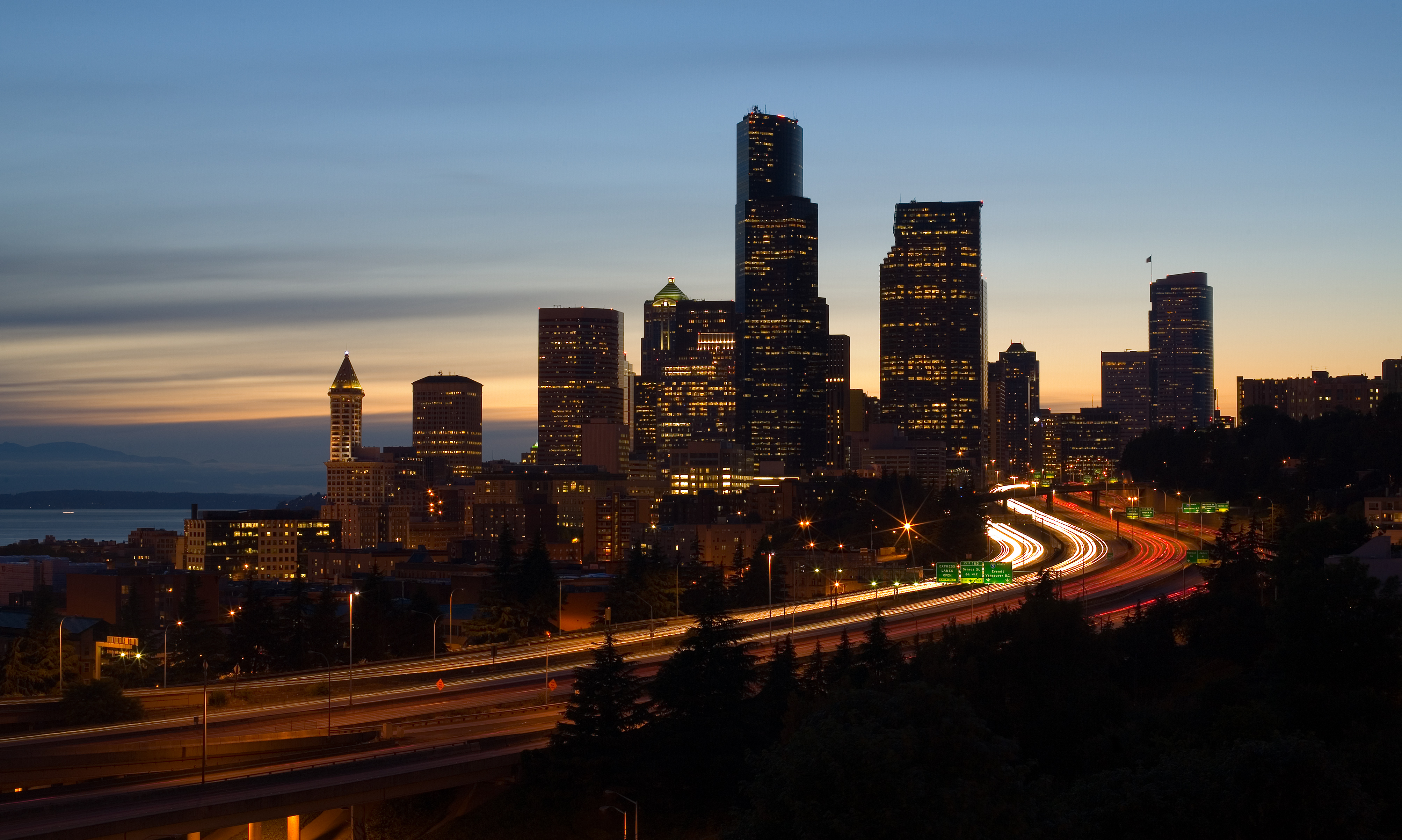
Дорога Interstate 5 проходит через центр Сиэтла.

Первые трамваи появились в Сиэтле в 1889 году и сыграли немаловажную роль в формировании сравнительно четких границ центра города и четких районов в конце транспортных путей. С появлением автомобилей век железнодорожного транспорта пришёл к концу. Маршруты Tacoma-Seattle и Everett-Seattle перестали существовать в 1929 и 1939 годах соответственно, и на их месте появилась развитая сеть автомобильных дорог, которую заполнил недорогой автомобильный транспорт. Рельсовые пути были демонтированы или заасфальтированы, а после открытия в 1941 году троллейбусного парка трамвайный транспорт перестал существовать. Это привело к тому, что единственным общественным транспортом в пределах города и по всей округе стало огромное количество автобусов, вначале частных, а позже — муниципальных.

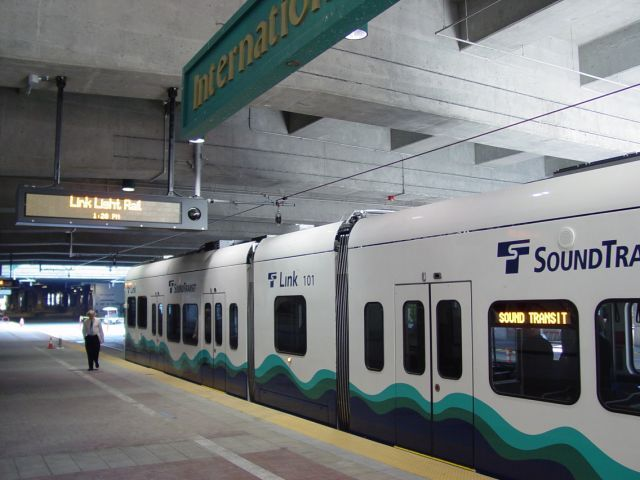
Легкорельсовый поезд службы Central Link в Центральном Транзитном Тоннеле Сиэтла под International District/Chinatown.

Автобусные линии King County Metro проложены по городу и по прилегающему к нему округу. А трамвайный маршрут South Lake Union Streetcar соединяет район South Lake Union и Westlake Center в центре города. Этими видами транспорта удобно пользоваться, так как остановки расположены недалеко друг от друга.
Сиэтл относится к небольшому количеству городов в Северной Америке, в автобусный парк которого входят троллейбусы. В настоящее время организация Sound Transit предлагает воспользоваться услугами экспресс-автобусов в черте города, двумя линиями городских электричек Sounder, соединяющими пригороды с центром и легкорельсовой линией Central Link, которая была открыта в 2009 году и соединяет центр города с аэропортом Sea-Tac Airport. Это позволило создать в Сиэтле скоростную линию по перевозке пассажиров общественным транспортом с промежуточными остановками в городской черте. Организация Washington State Ferries является самой большой в США и третьей в мире компанией, которая осуществляет перевозки на паромах. Её маршруты соединяют Сиэтл с островом Бейнбридж и Vashon Islands на Пьюджет-Саунд и с Bremerton и Southworth на полуострове Kitsap.
Согласно опросу American Community Survey, проведённому в 2007 году, 18,6 % жителей Сиэтла пользуются одной из трёх систем общественного городского транспорта. До окончания строительства линии Sound Transit’s Central Link Сиэтл входил в число лидеров по интенсивности пассажирских городских перевозок среди всех основных американских городов без узколинейного и широколинейного городского транспорта. Берт Сперлинг поставил Сиэтл на четвёртое место среди самых удобных для пеших прогулок городов в США. По тому же критерию Walk Score считает, что у Сиэтла шестое место среди 50 больших американских городов.
На юг от Сиэтла в соседнем городе Ситак находится Международный аэропорт Сиэтл-Такома, называемый местными Sea-Tac Airport. Он входит в состав Port of Seattle и обеспечивает регулярные коммерческие международные авиаперевозки. Находящийся ближе к центу Сиэтла аэропорт Boeing Field используется в целях гражданской авиации, для перевозки грузов, а также как тестовая и заправочная площадка для авиалайнеров компании Boeing.
Тем не менее основной режим системы перевозок обусловлен расположением улиц Сиэтла, которые спланированы по принципу разъединенной прямоугольной уличной сетки, направленной во все стороны света. Единственным исключением являются улицы центрального делового района. Причиной этого является тот факт, что одни из первых основателей Сиэтла Arthur Denny и Carson Boren настояли на том, чтобы их участки земли были ориентированы по береговой линии, а не по компасу. Только две скоростные автомагистрали (с ограниченным въездом), Interstate 5 и State Route 99, пересекают беспрепятственно весь город с севера на юг. Шоссе State Route 99 проходит через центр города по виадуку Alaskan Way Viaduct, который был построен в 1953 году. Из-за разрушений, причиной которых стало землетрясение Nisqually в 2001 году, было принято решение до 2015 года виадук заменить туннелем, строительство которого обойдется в 4,25 млрд долларов. По количеству заторов на дорогах Сиэтл занимает 4 место среди всех американских городов и 4 место во всей Северной Америке. Кроме того, в Сиэтле зафиксирован самый большой рост участников дорожного движения среди всех городов Северной Америки в 2011—2012 годах.
Жители города постепенно отказываются от использования автомобилей в пользу общественного транспорта. С 2004 по 2009 годы ежегодное количество поездок на различных видах городского транспорта выросло приблизительно на 21 %. В 2006 году электорат округа King County поддержал закон 2 (в настоящий момент закон о перевозках), который увеличил часы работы автобусов на самых загруженных маршрутах и выделил средства для создания пяти маршрутов Bus Rapid Transit, названных RapidRide. После отклонения закона «О дорогах и перевозках» в 2007 году, в 2008 году избиратели Сиэтла приняли только закон о перевозках, в основе которого увеличение количества экспресс-автобусов ST Service, удлинение линии Link Light Rail и модернизация услуги по использованию городских электричек Sounder. 19 декабря 2009 начала свою работу легкорельсовая линия, соединяющая центр города с аэропортом Sea-Tac Airport. Это позволило создать в Сиэтле первую скоростную линию по перевозке пассажиров общественным транспортом с промежуточными остановками в городской черте. По состоянию на 2010 год, новая ветка линии строилась до Вашингтонского Университета, а до 2023 года планируется построить ветки до Lynnwood на севере, Des Moines на юге, и Bellevue и Redmond на востоке. Мэр Майкл Макгинн поддержал строительство легкорельсовой дороги от центра до Ballard и West Seattle.

### Коммунальные предприятия
Водоснабжение и обеспечение электричеством являются муниципальными услугами и поставляются компаниями Seattle Public Utilities и Seattle City Light соответственно. Другими коммунальными предприятиями, обеспечивающими жизнедеятельность Сиэтла, являются: Puget Sound Energy (природный газ, электричество); Seattle Steam Company (отопление); Waste Management, Inc и CleanScapes, Inc. (сбор и утилизация мусора); и Verizon Communications, Century Link, и Comcast (телефон, Интернет и кабельное телевидение).

## Города-побратимы
Ниже приведён список городов-побратимов Сиэтла:
- Норвегия: Берген
- Израиль: Беэр-Шева
- Польша: Гдыня
- Ирландия: Голуэй
- Китайская Республика: Гаосюн
- Япония: Кобе
- Новая Зеландия: Крайстчерч
- Камерун: Лимбе
- Мексика: Масатлан
- Кения: Момбаса
- Франция: Нант
- Венгрия: Печ
- Италия: Перуджа
- Исландия: Рейкьявик
- Камбоджа: Сиануквиль
- Филиппины: Себу
- Индонезия: Сурабая
- Узбекистан: Ташкент
- Республика Корея: Тэджон
- Вьетнам: Хайфон
- Китай: Чунцин

## Порты-побратимы
- Япония: порты Кесеннумы и Кобе
- Нидерланды: порт Роттердама